# 區傑棠
區傑棠（英語：Abe Au Kit-tong，1950年—），香港書法家及建築師，是著名港鐵車站站名毛筆書法大字的原創者。

## 生平
區傑棠於1950年生於香港，其父在其童年時送贈他一支毛筆，自此開啟其習字的生涯。他在中學時期受老師兼嶺南派書法家及篆刻藝術家盧公鼎的啟蒙，自17歲起開始習國畫及書法，擅行書、草書二體。此外，其書法亦有參考沈尹默所著的《書法論》。1970年代，他在萬國藝術專科學校校長周世聰的門下學習國畫。
其後，他在大專攻讀設計後，赴英國樸茨茅夫大學修讀建築系。他認為，書法跟建築的基本概念很相似，兩者乃相輔相承，例如在結構方面，書法著重線條和空間，建築則講求框架和空間。畢業後，區傑棠於1976年加入地鐵公司擔任工程師，負責建築設計創作。區傑棠在地鐵工作期間，曾處理炮台山站及鰂魚涌站的設計問題，亦有參與向Farrells提供機場鐵路（東涌綫、機場快綫）的建築設計。
1998年，區傑棠從地鐵公司離職，之後擔任香港正形設計學校室內與環境設計主任講師。2006年10月，區傑棠移居加拿大卡加利，並再執業建築設計，以及在加國持續開辦書法及中國文化藝術課程與講座。例如他曾為皇家山大學提供中國文字講習會，並出任卡加利大學持續進修學院講師。區傑棠指出，書法是中國文化的載體，而西方文化的載體則是建築。他認為推動大家了解及傳承書法，可促進大眾對中國傳統文化的理解。尤其，他在加國的學生多以外國人為主，他指出能令學生從不懂寫字到能執筆題字，從中可獲成就和貢獻感。

## 港鐵書法字
1985年，地鐵公司憂慮乘客不習慣港島綫車站的半圓形月台，為美化及紓緩月台的壓迫感，因此提出以藝術品來粉飾月台的設想。當時，地鐵首任總建築師Roland Paoletti賞識區傑棠的書法，建議他以書法題上站名。因此，區傑棠請假兩個星期書寫港島綫各站的書法字站名，並以個人化的行草寫成，線條予人動態、飛躍之感，與列車富動感的特性不謀而合。當中，西灣河站的書法字為區氏最有印象的作品，因該站的書法字是他一揮而就，僅在第一次下筆已做到三個字都平衡而完成題字。
之後，區氏所書的大型毛筆字在其他地鐵（今港鐵）路綫或車站通車時延續，例如藍田站（1989年）、將軍澳綫沿途各站（2002年）、港島綫西延沿途各站（2014年）、黃埔站（2016年）、屯馬綫鑽石山站至紅磡站沿途各站（2021年）及東鐵綫過海段沿途各站（2022年）。
東鐵綫方面，港鐵於兩鐵合併後，在2008年進行名為「融入大自然」的月台美化工程。當時，除九龍塘站外，其餘車站月台上印上的毛筆字並不是區之手筆，而是由一位比他年輕接近30年的鐵路實習生所書寫。2017年中，東鐵綫所有車站月台牆紙翻新，大圍、大學至粉嶺各站的書法改為由書法導師趙月鏞所題寫之書法字。至2022年3月至5月間，東鐵綫旺角東至羅湖/落馬洲站沿線（馬場站除外）月台進行美化工程，全線車站月台方印上由區傑棠所書的書法字。

## 作品
區傑棠書寫了多個鐵路車站的大型毛筆字，包括：

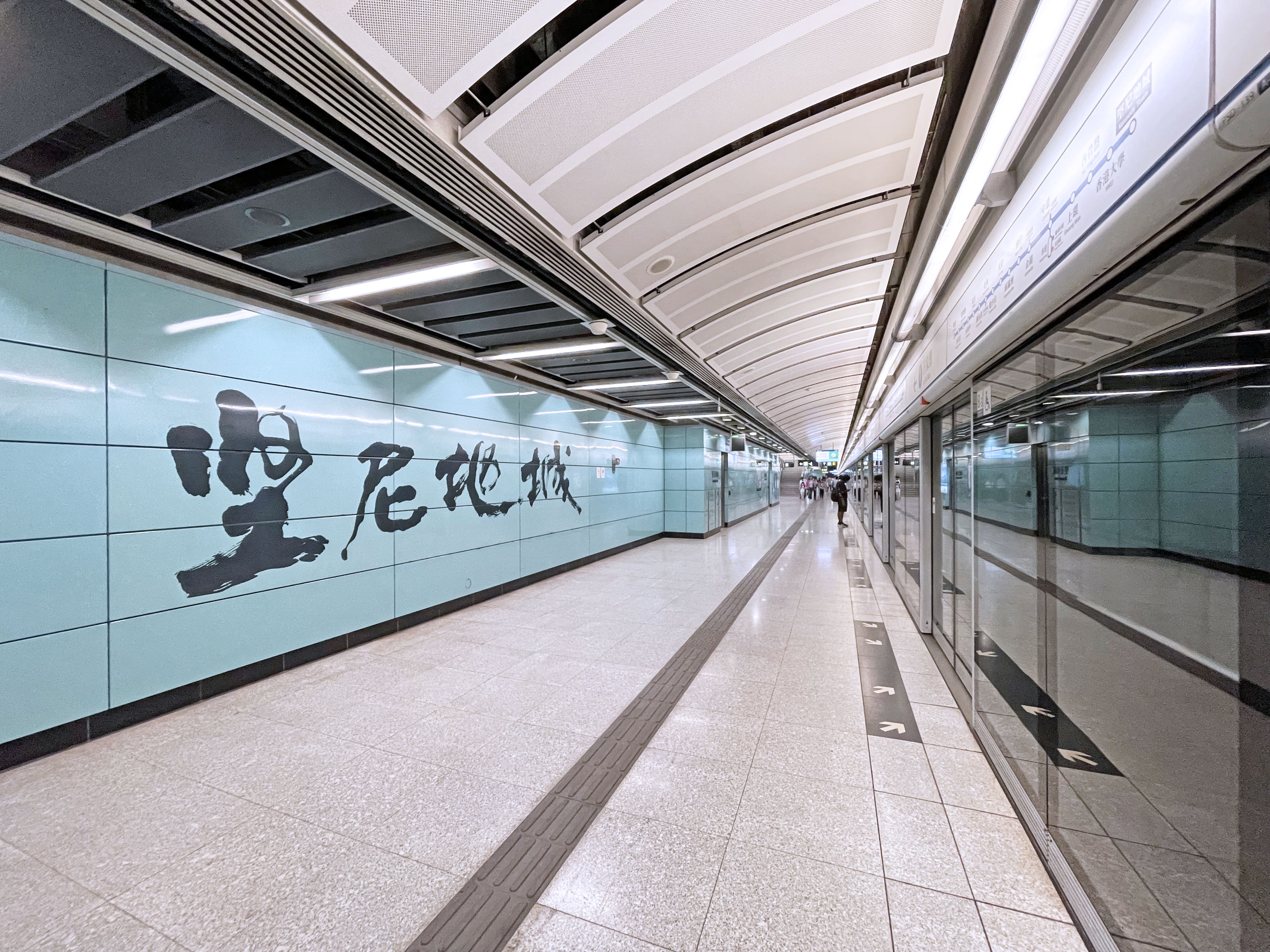
堅尼地城站
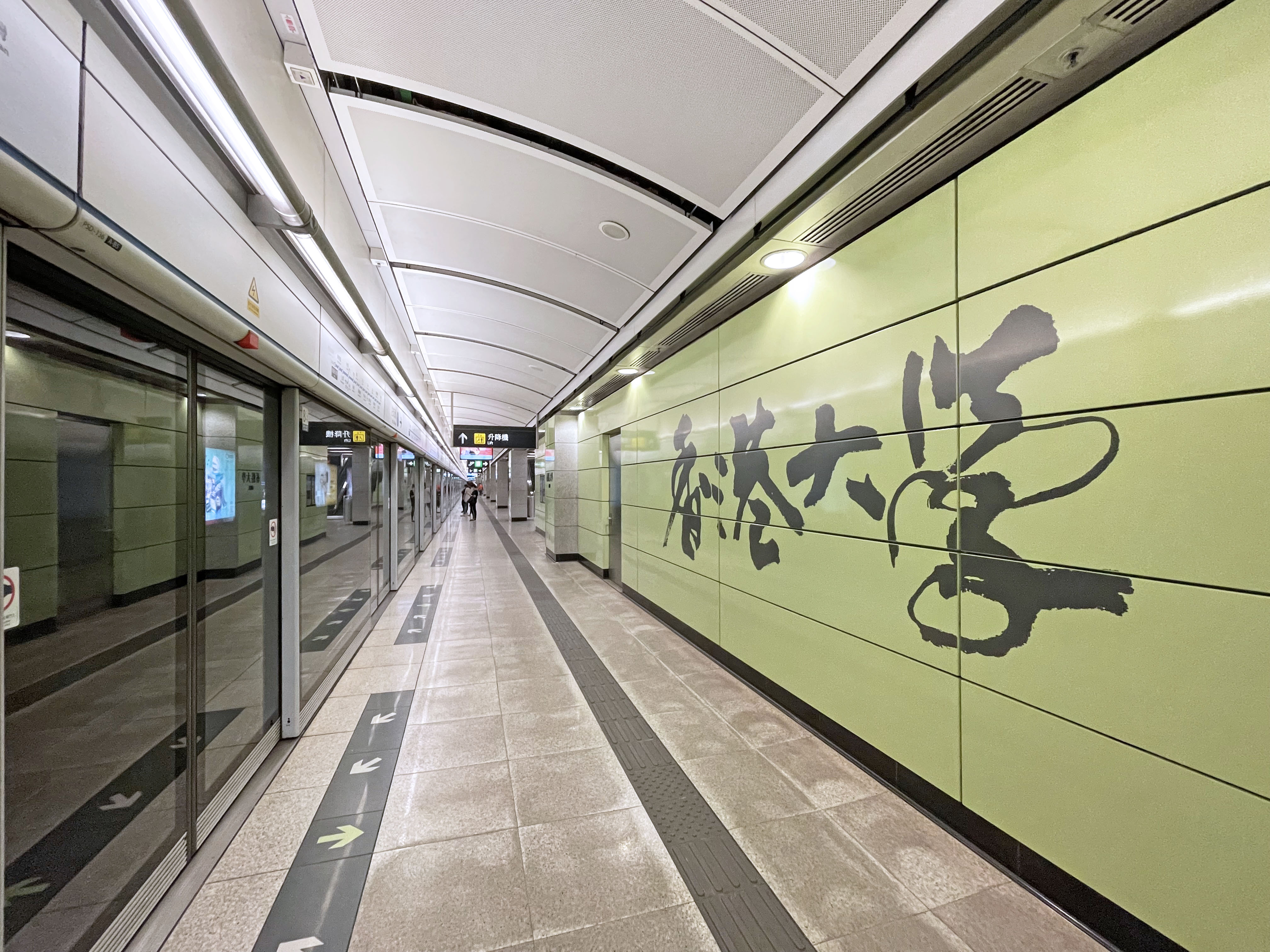
香港大學站
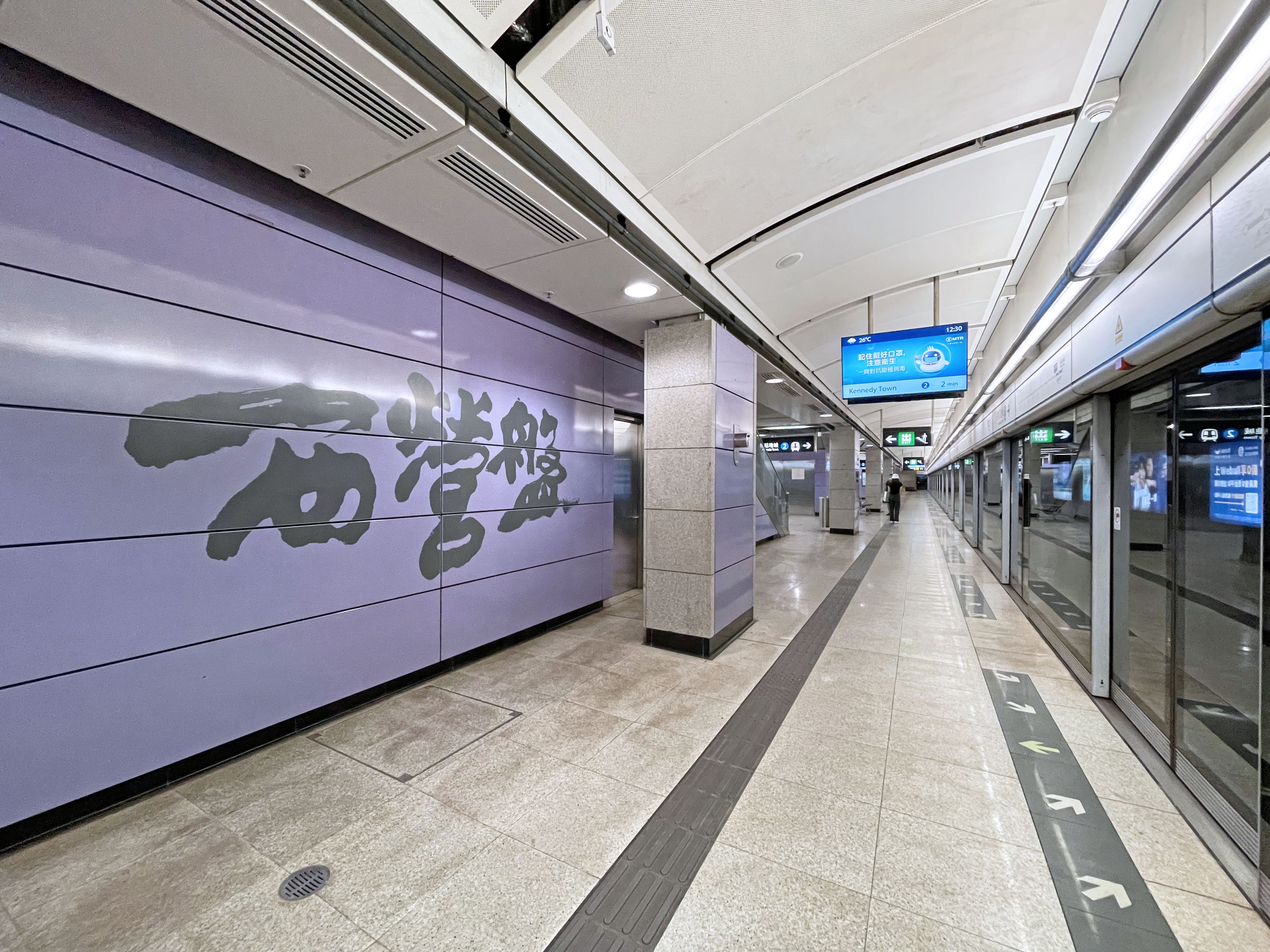
西營盤站
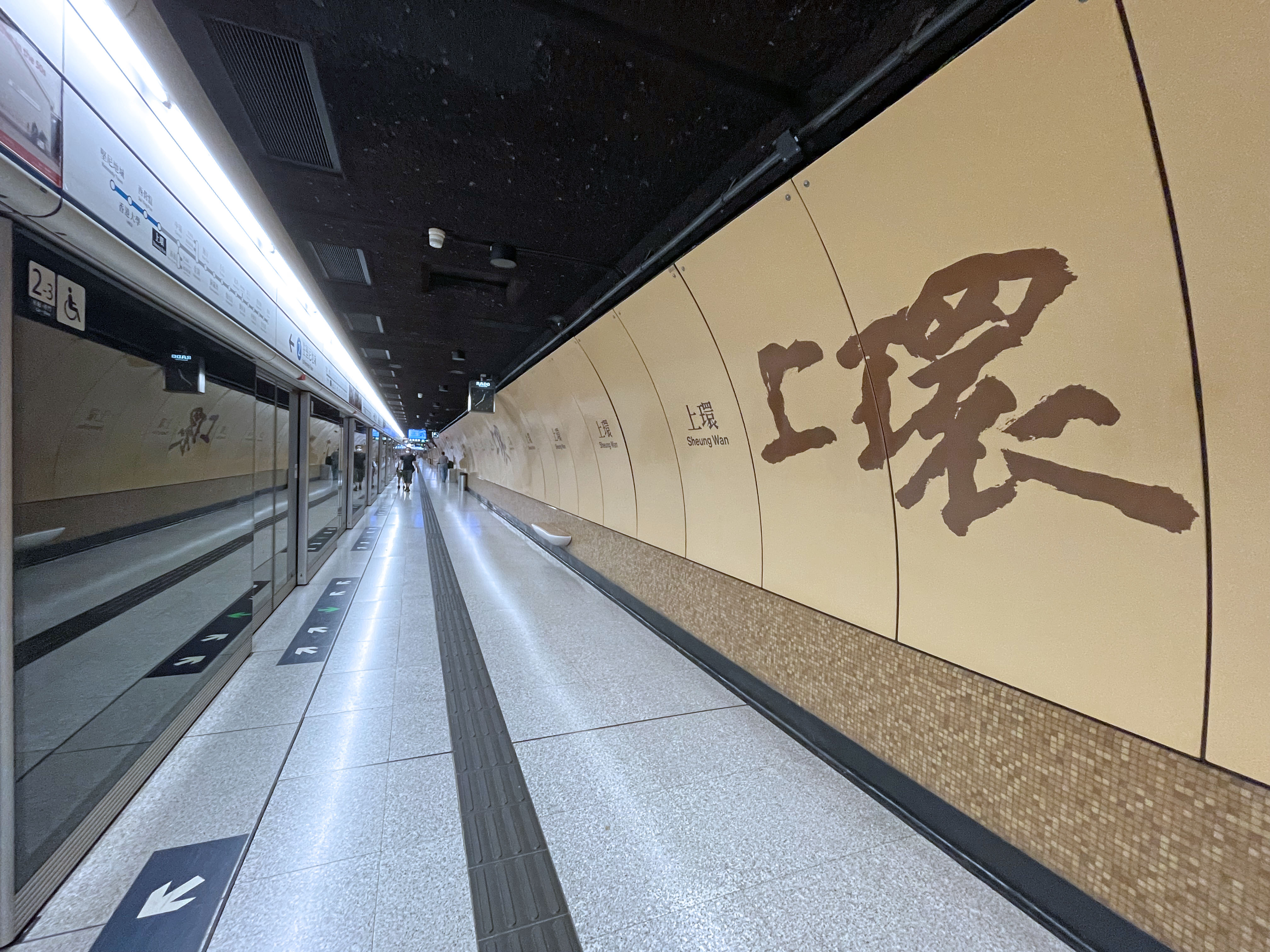
上環站
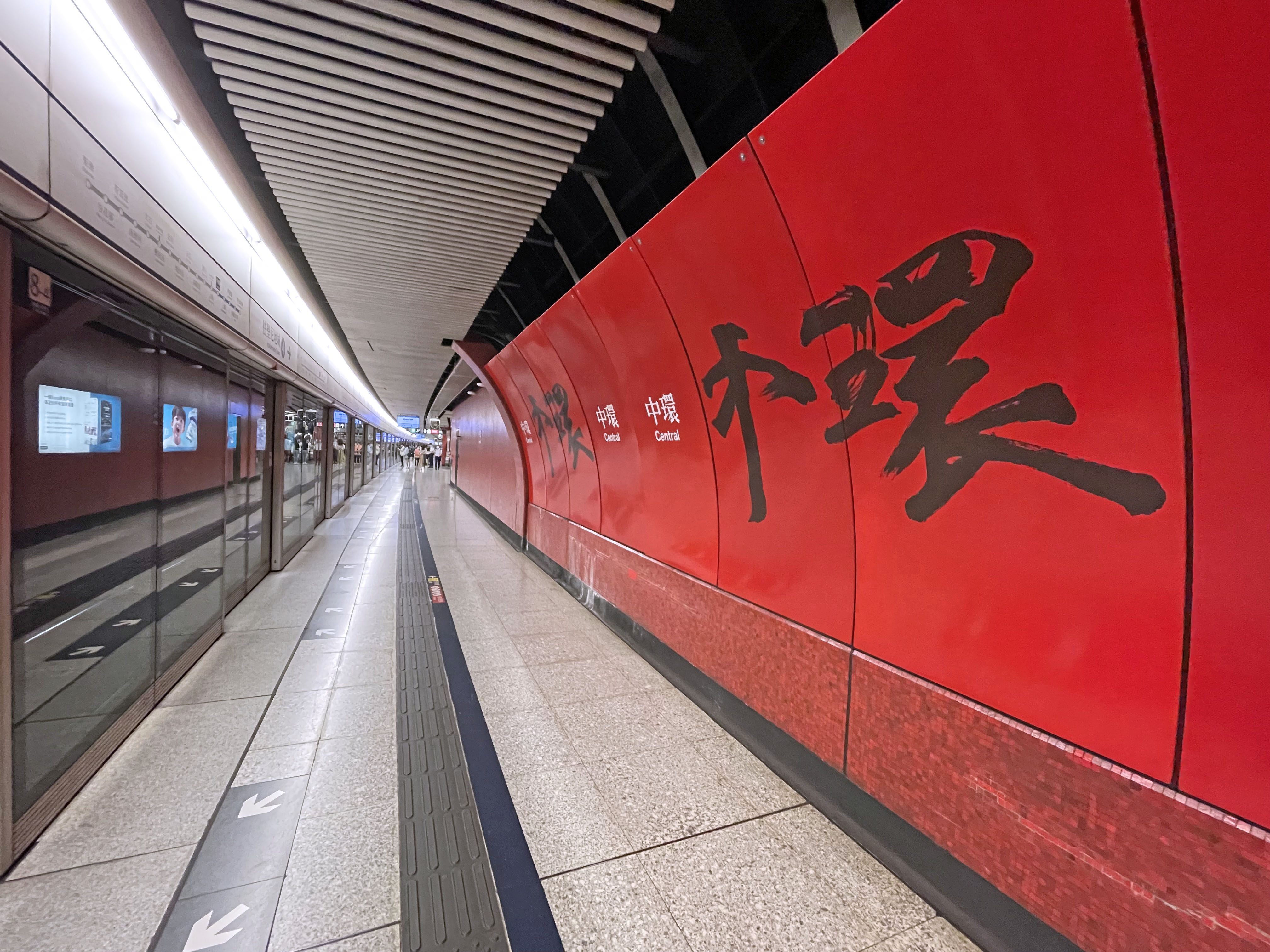
中環站
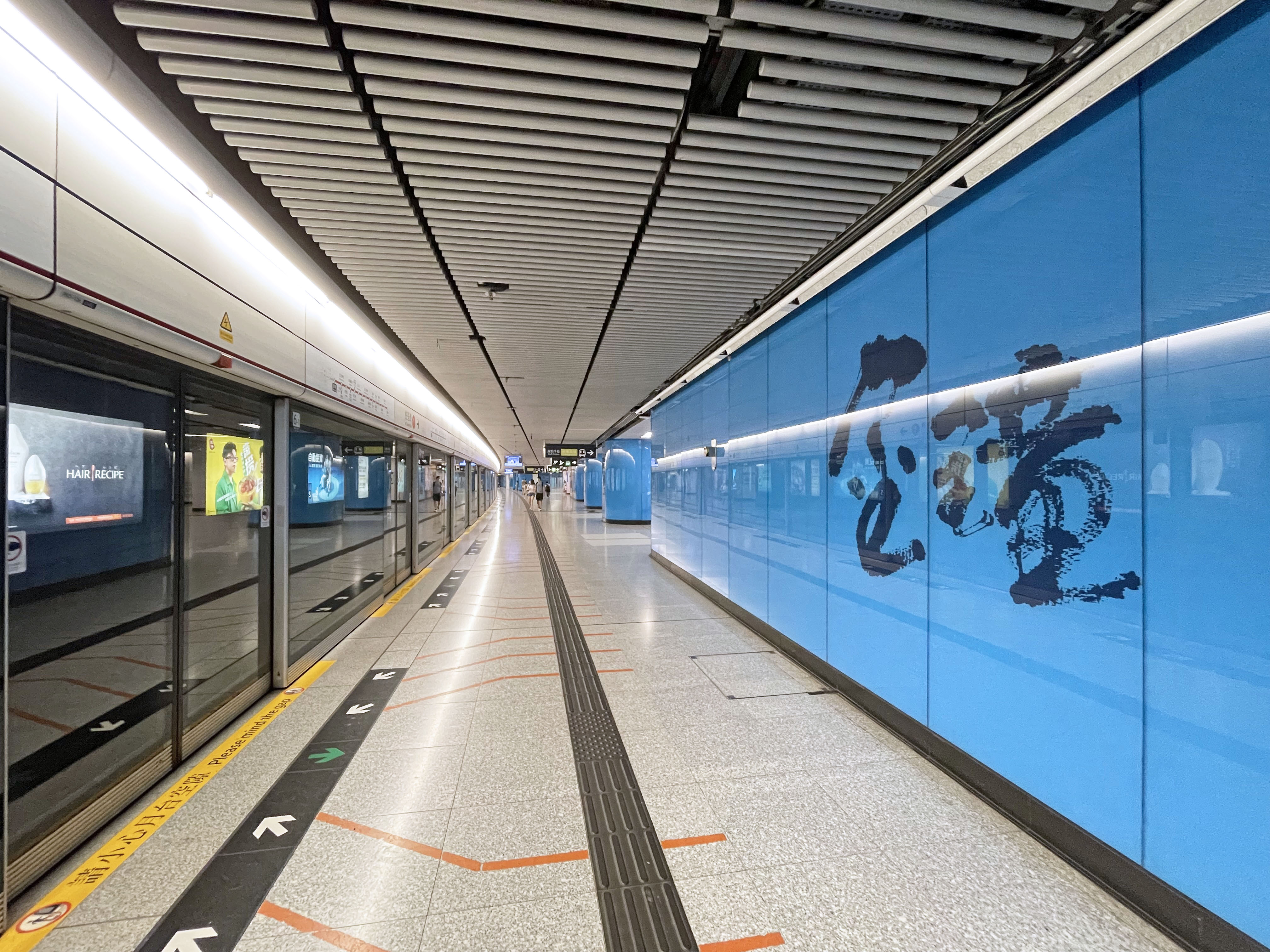
金鐘站（新版本）
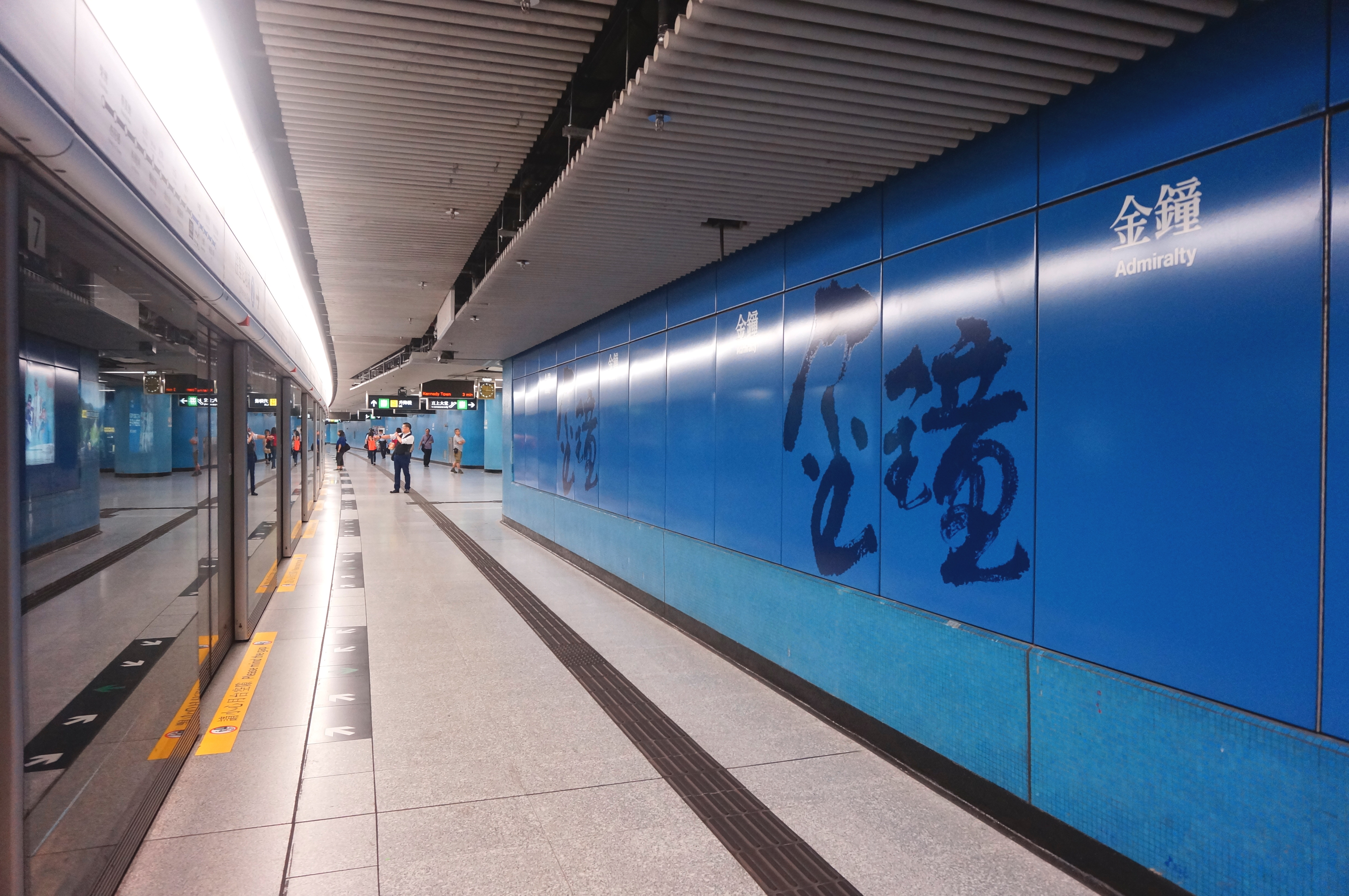
金鐘站（舊版本）
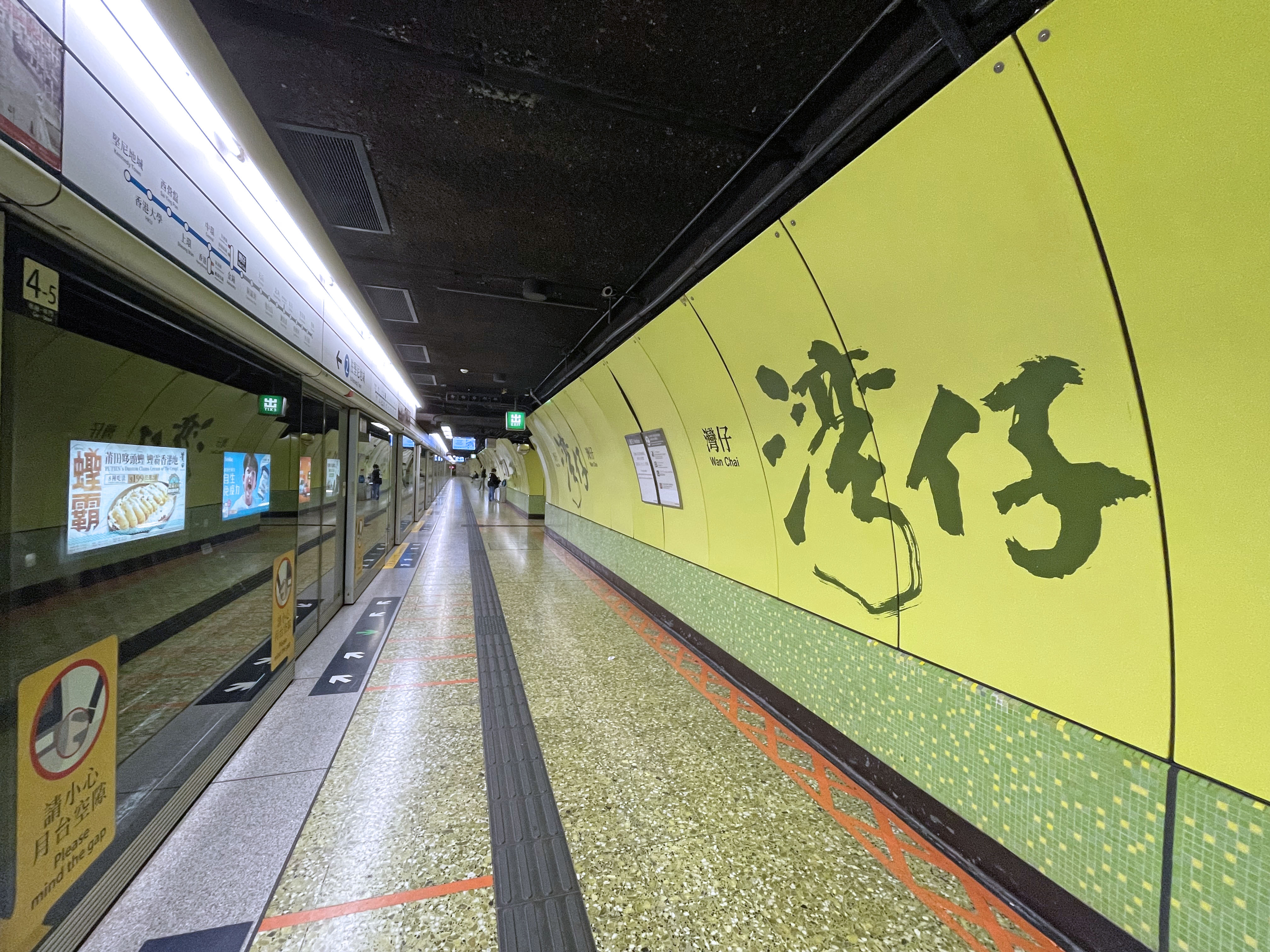
灣仔站
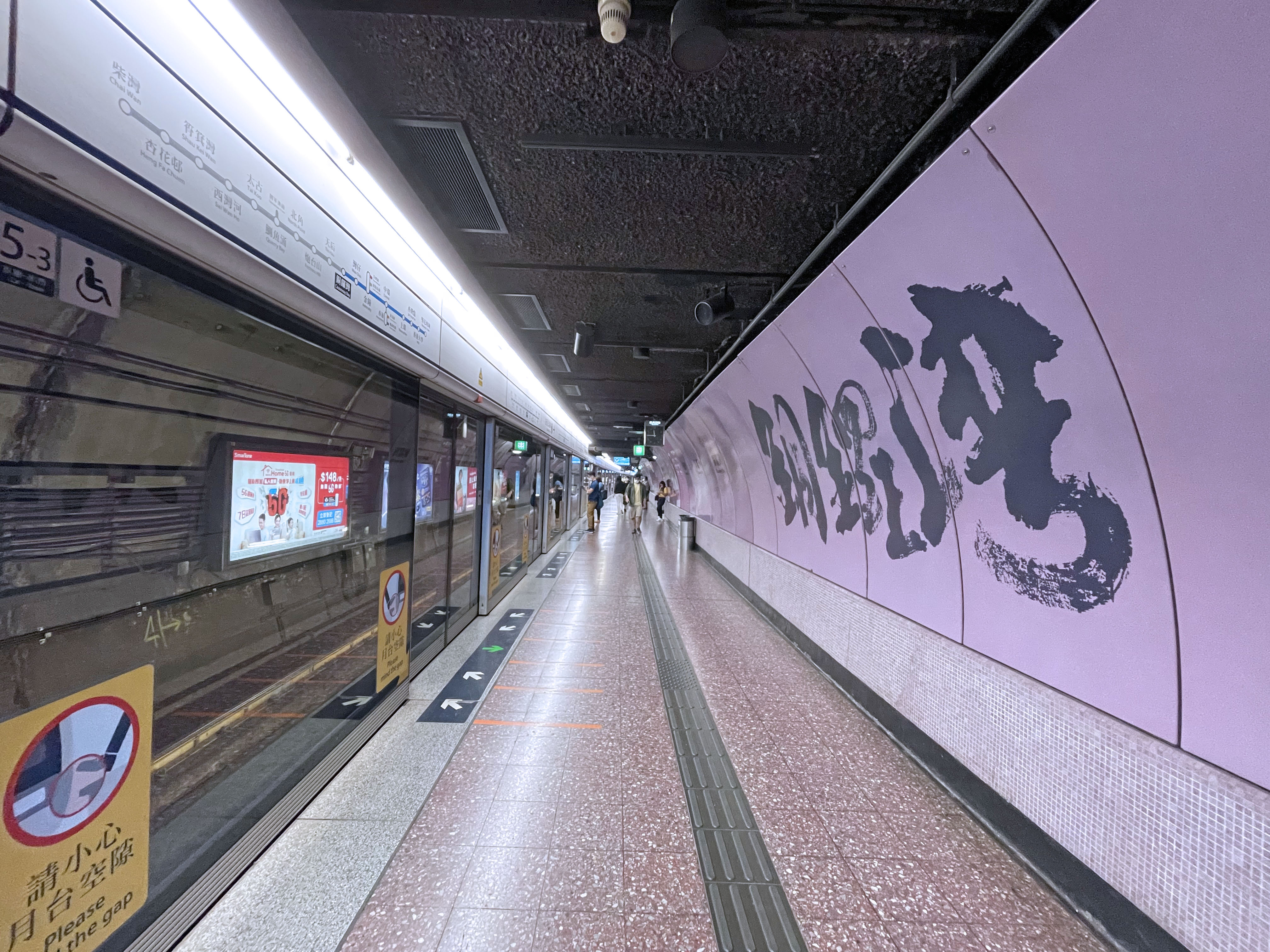
銅鑼灣站
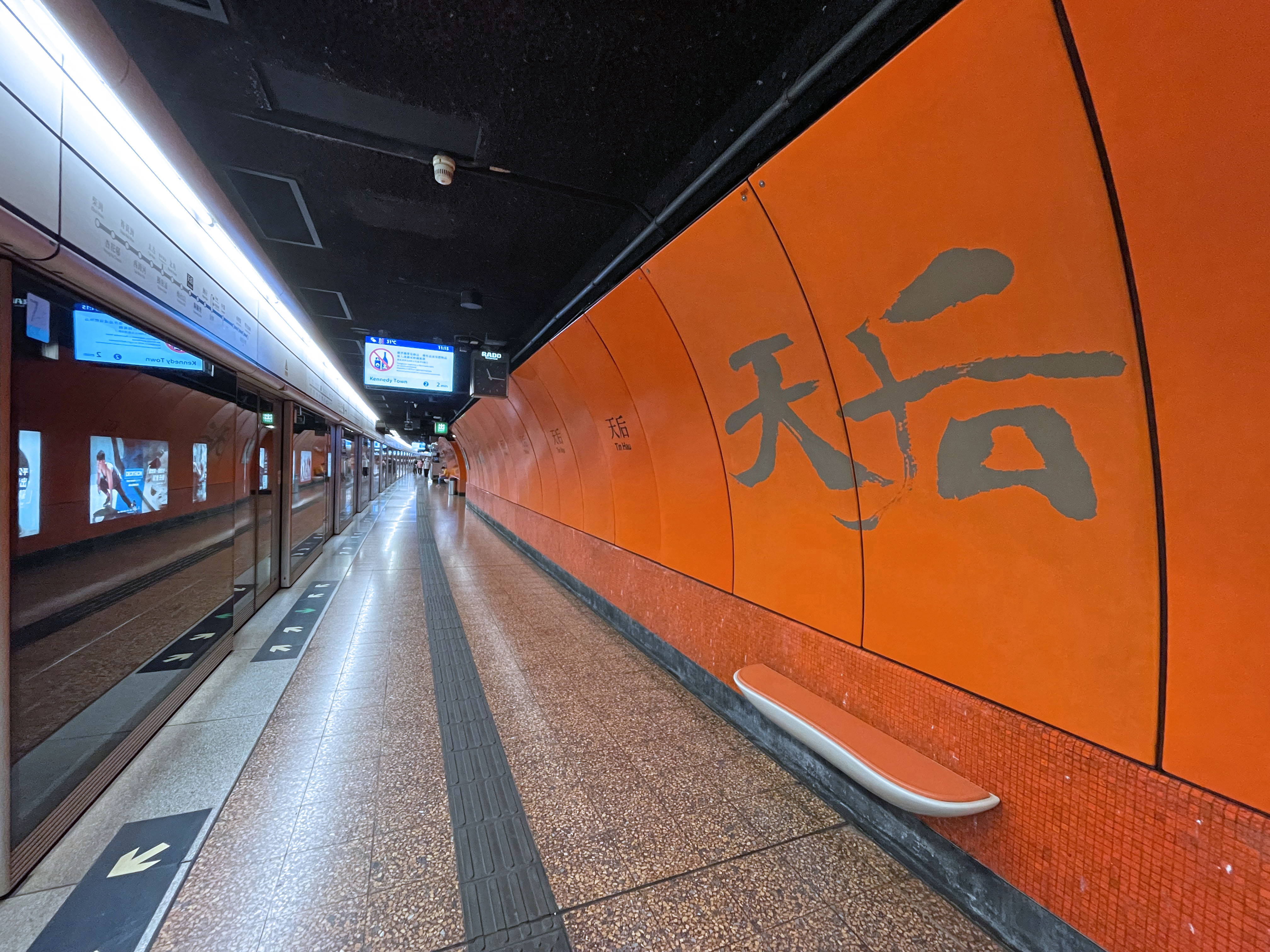
天后站
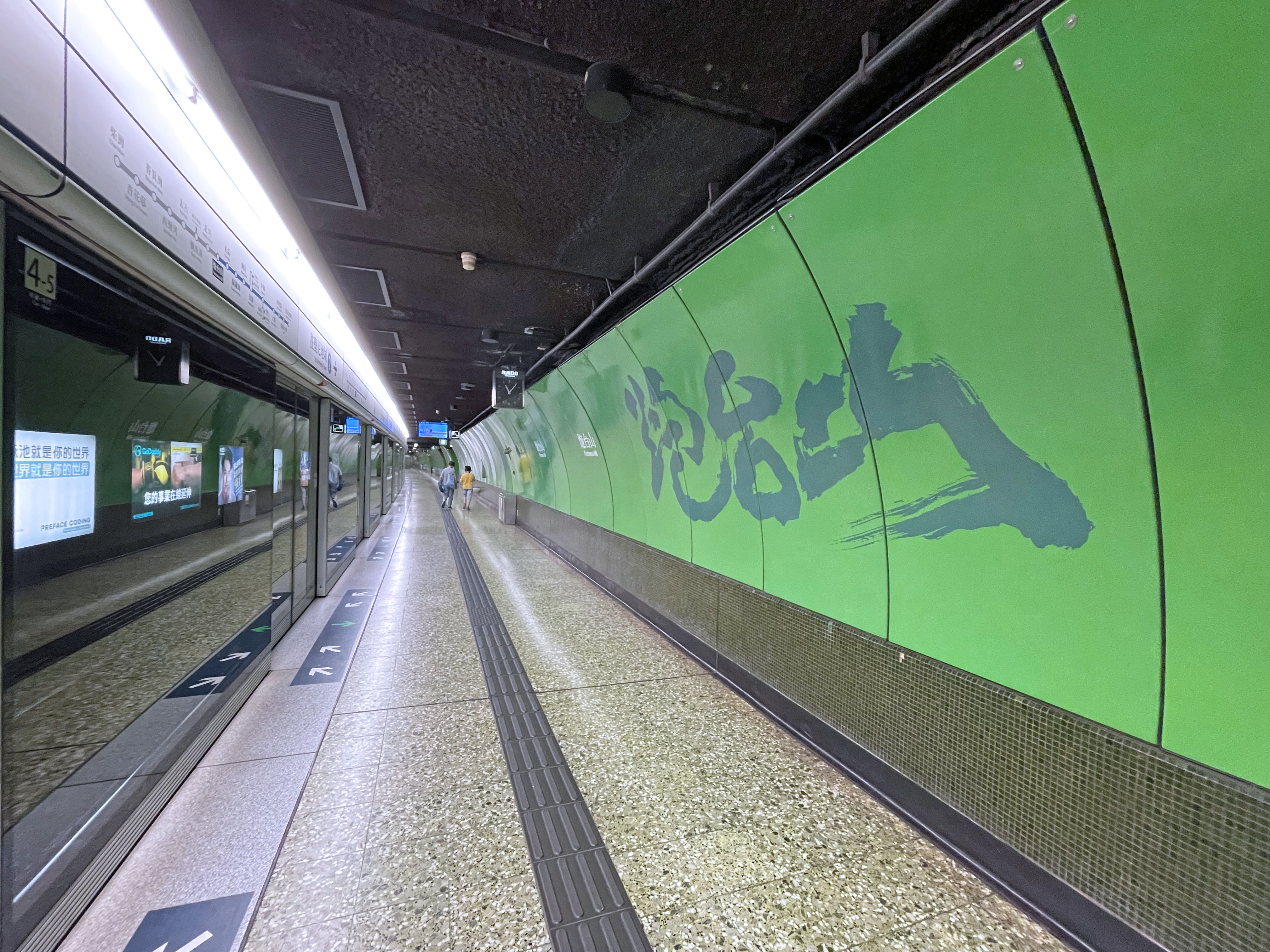
炮台山站
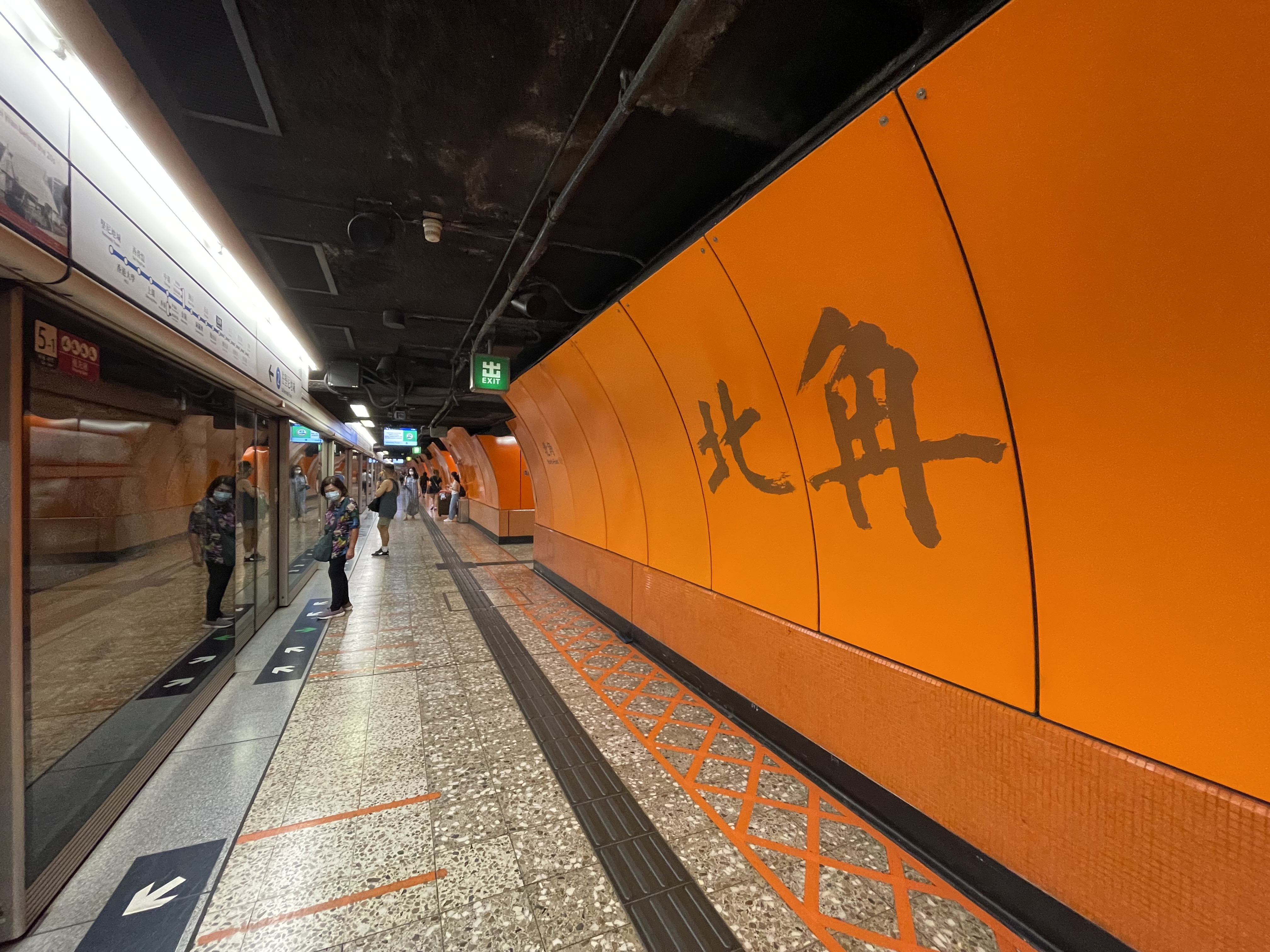
北角站
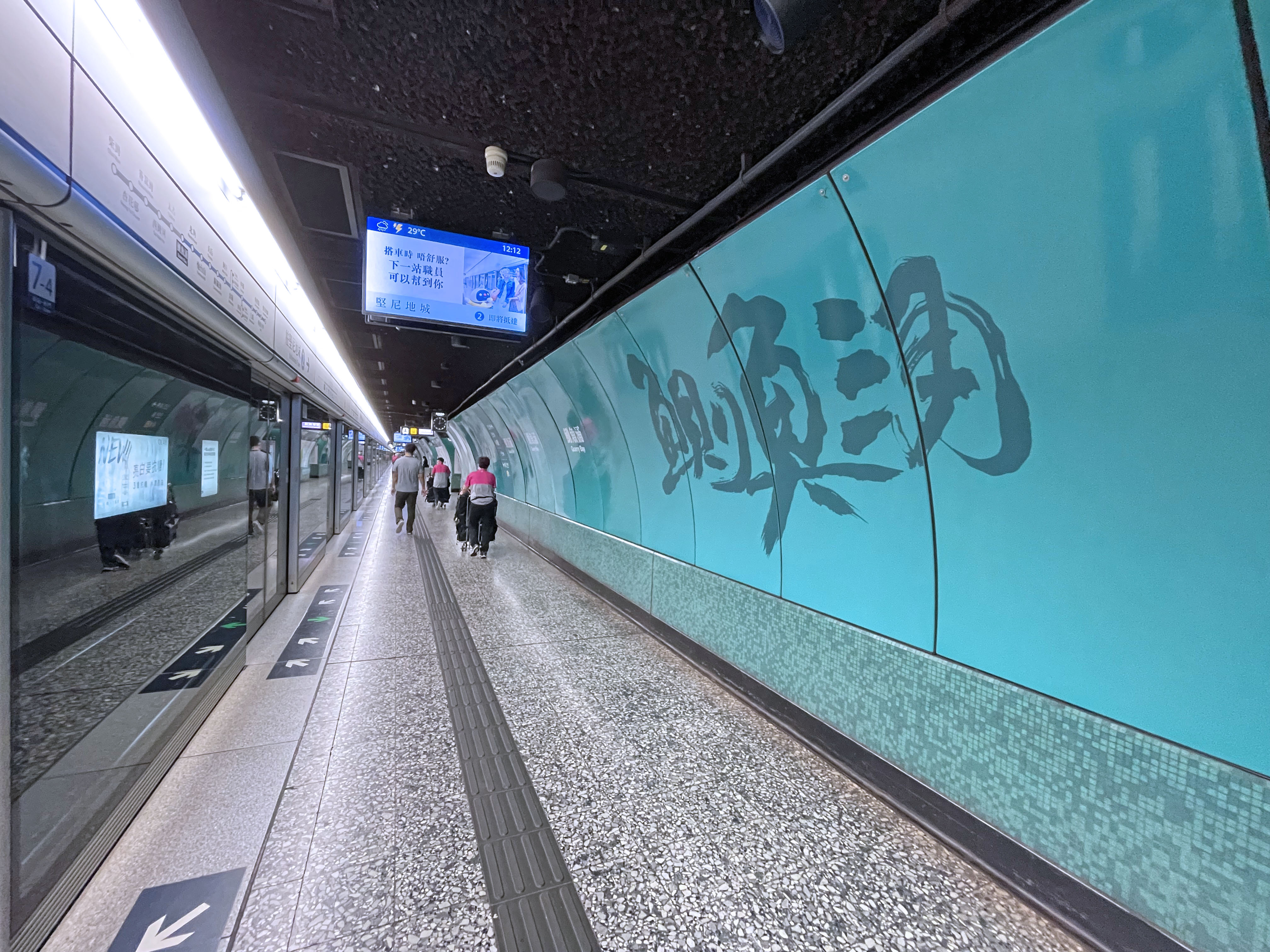
鰂魚涌站
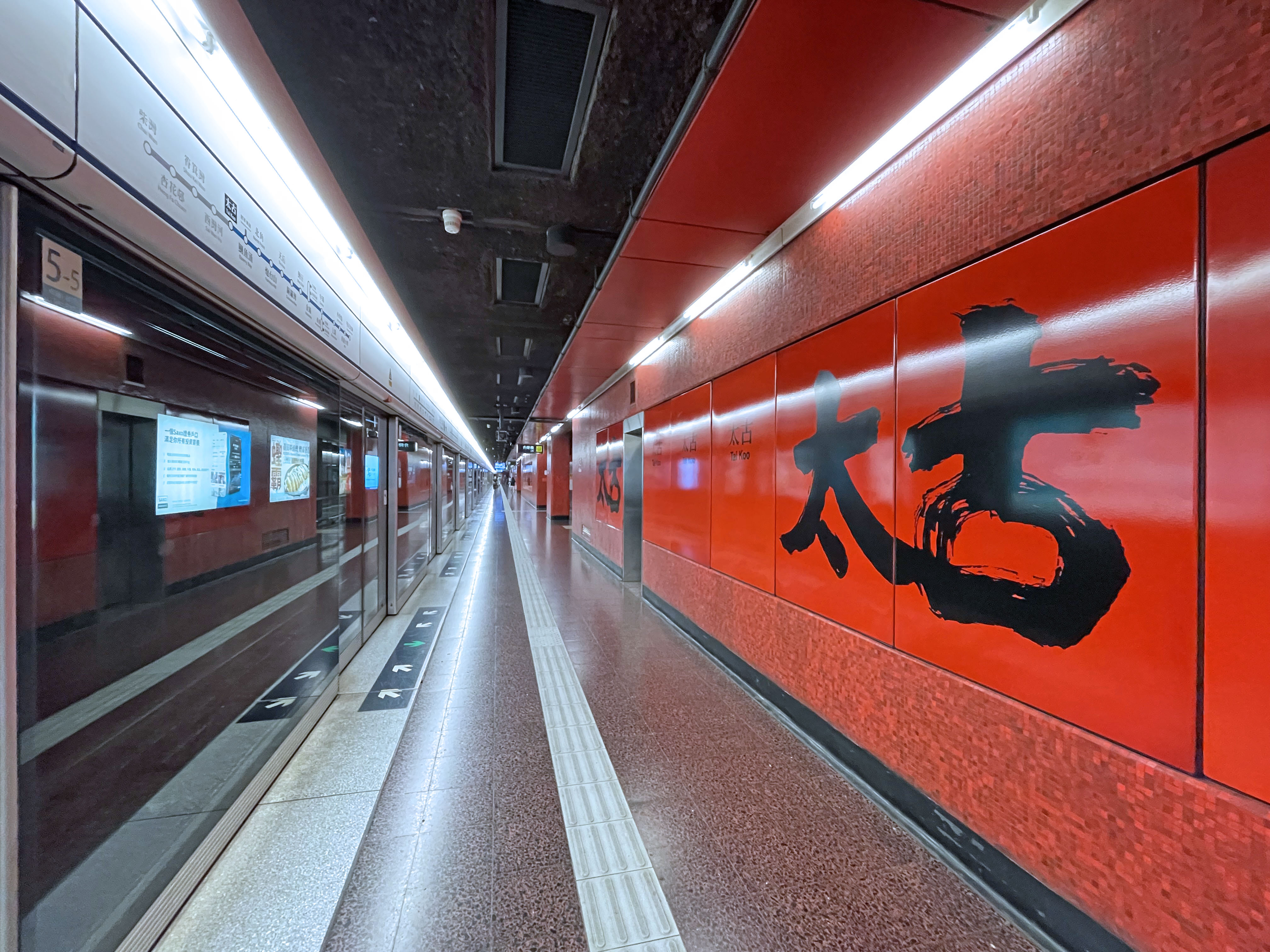
太古站
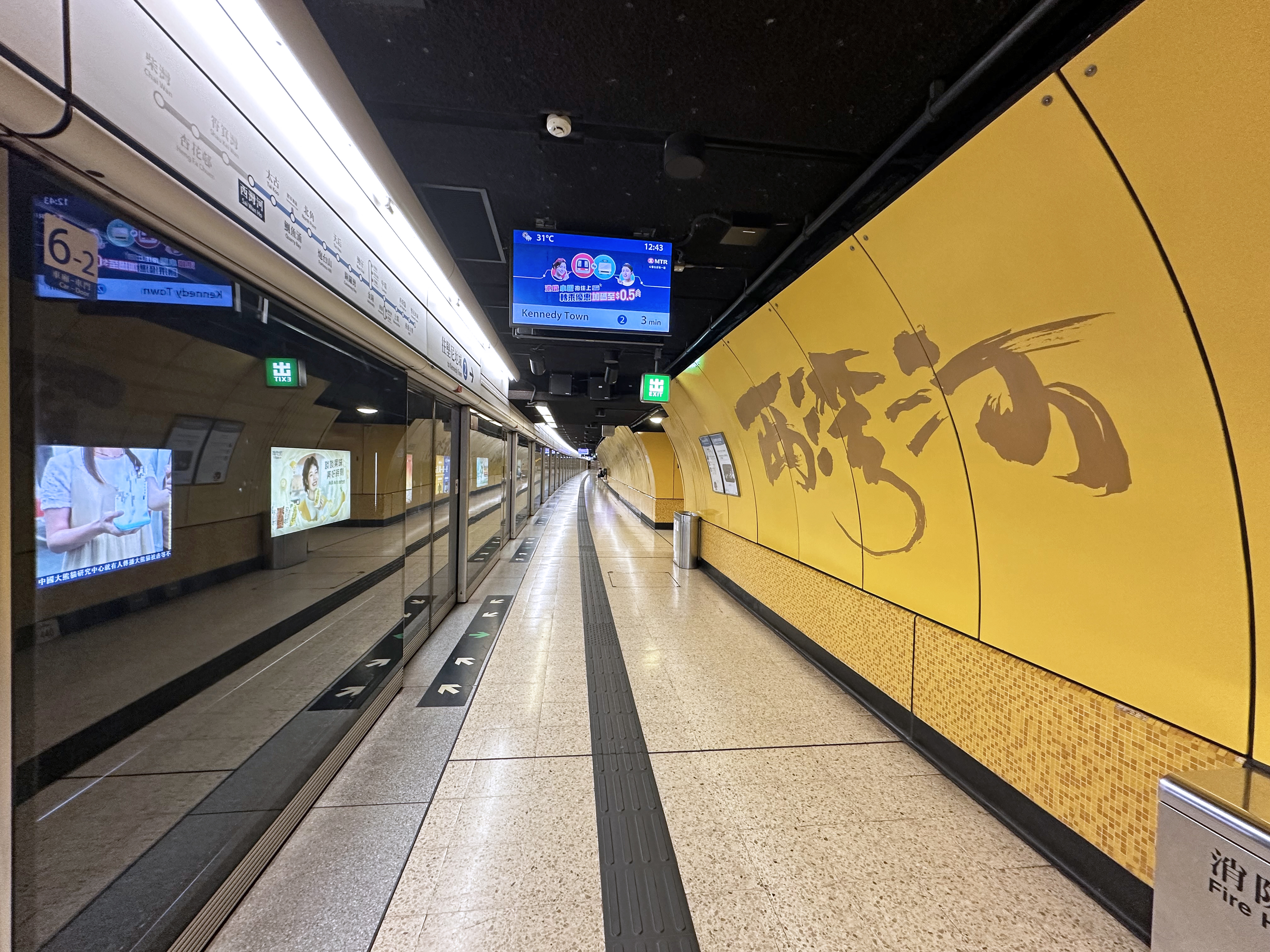
西灣河站
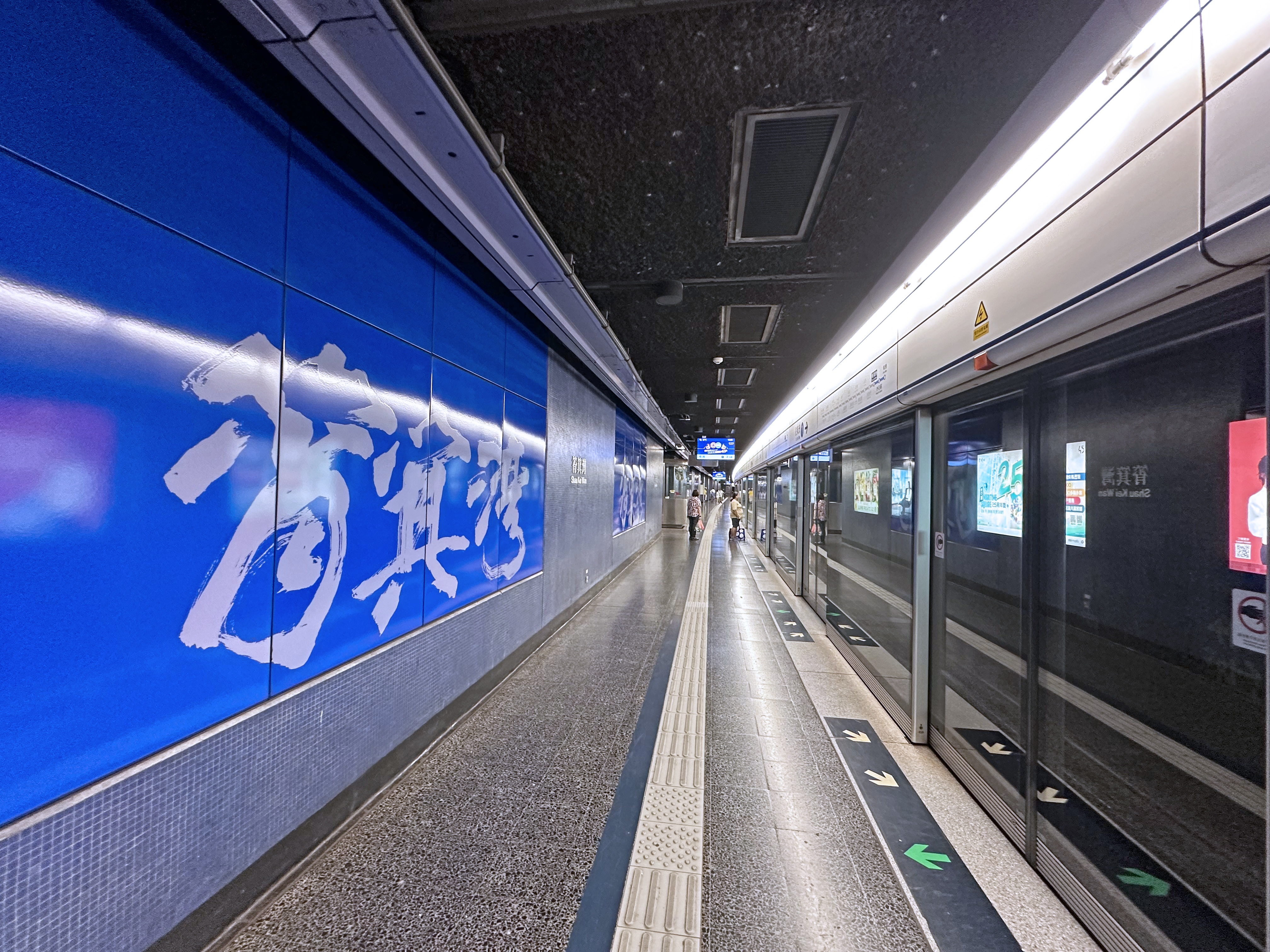
筲箕灣站
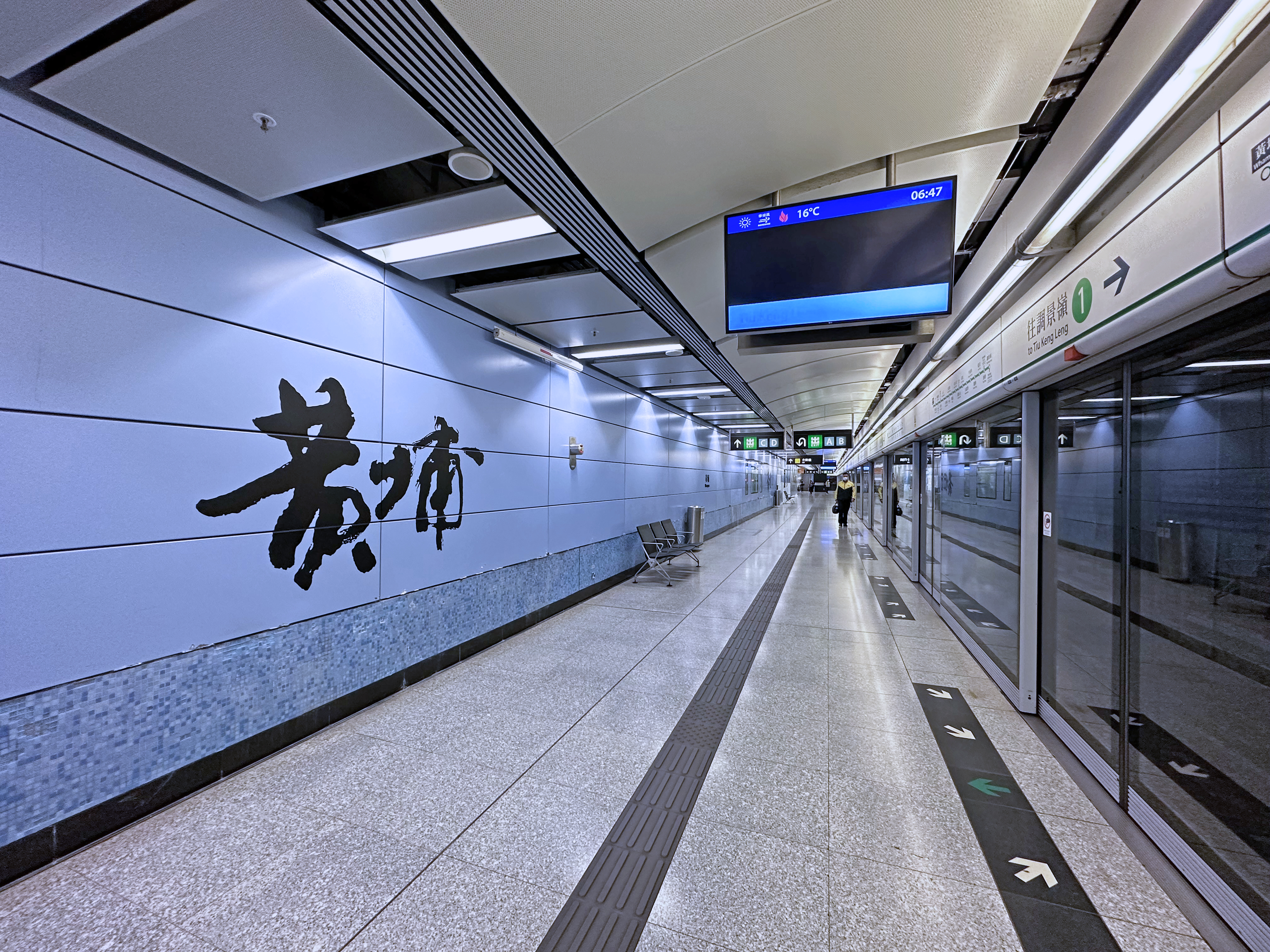
黃埔站
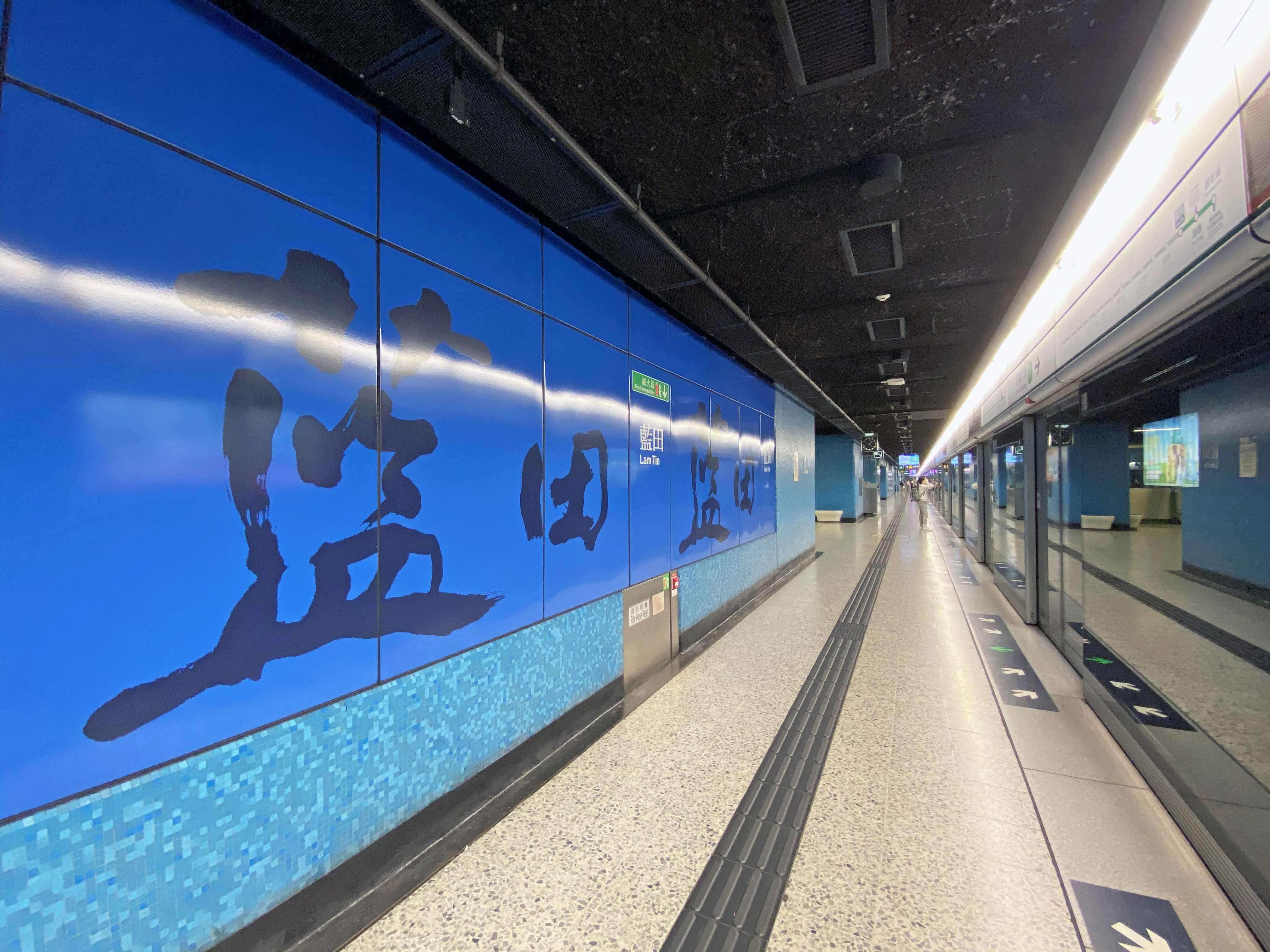
藍田站
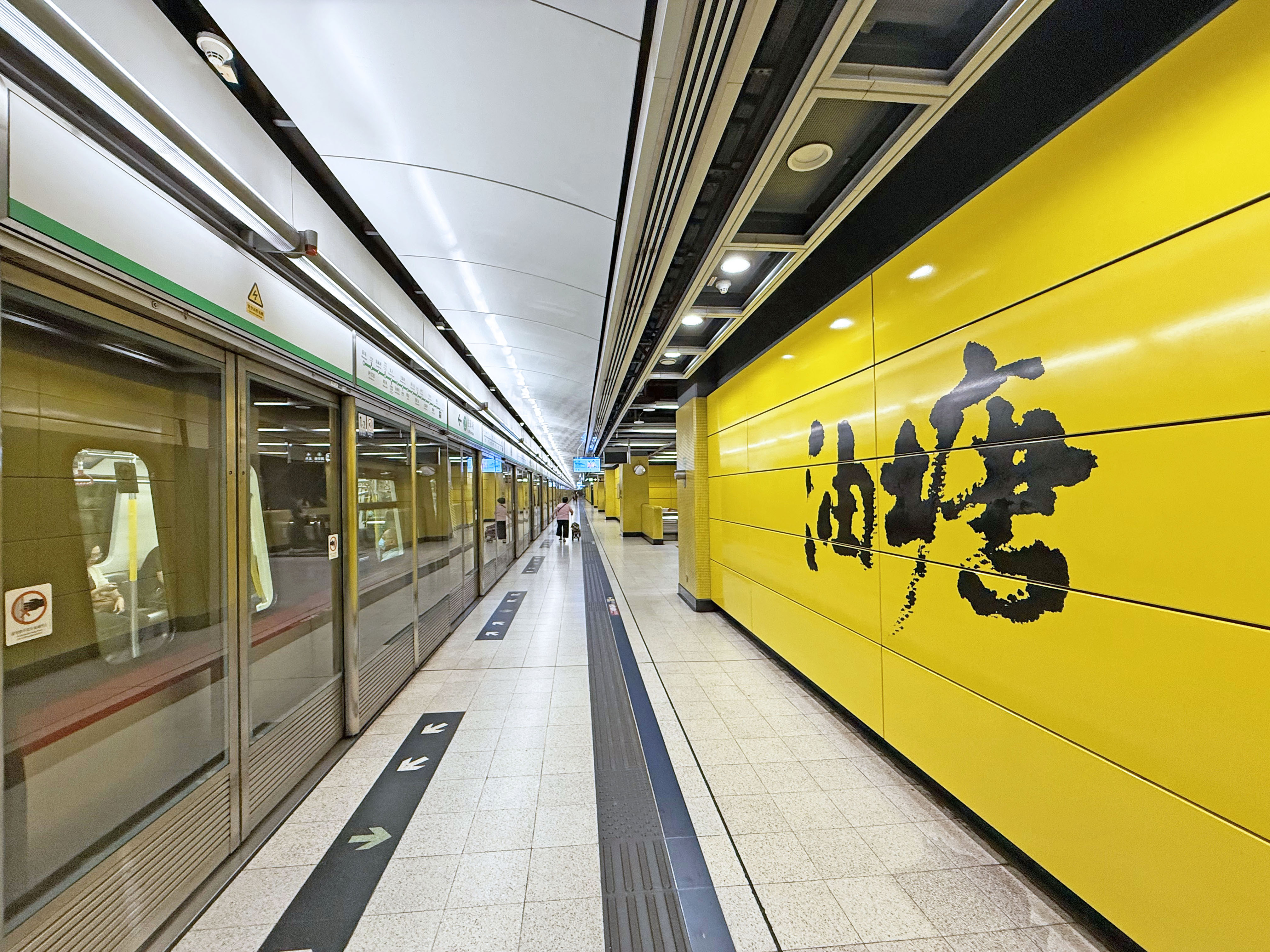
油塘站
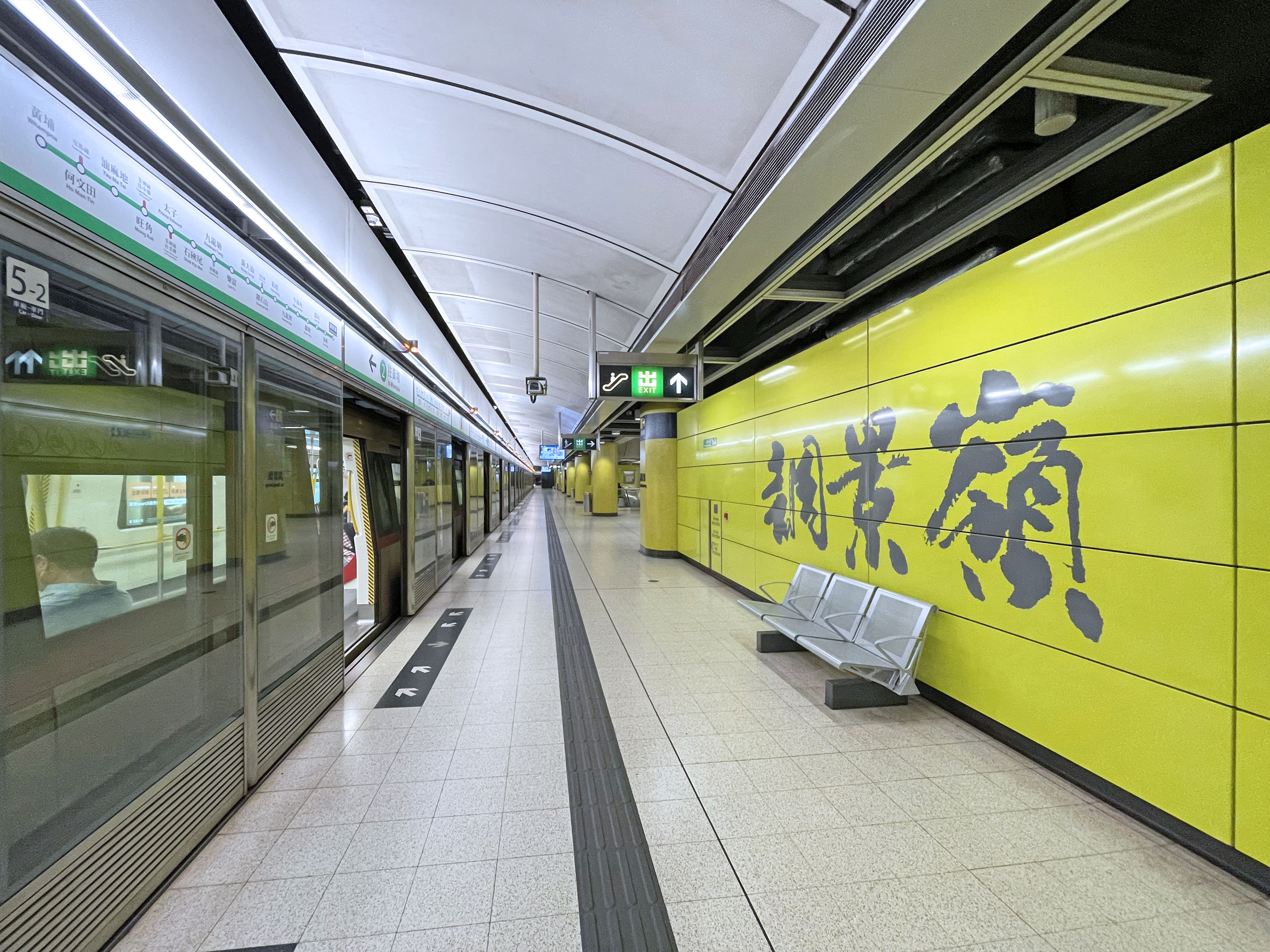
調景嶺站
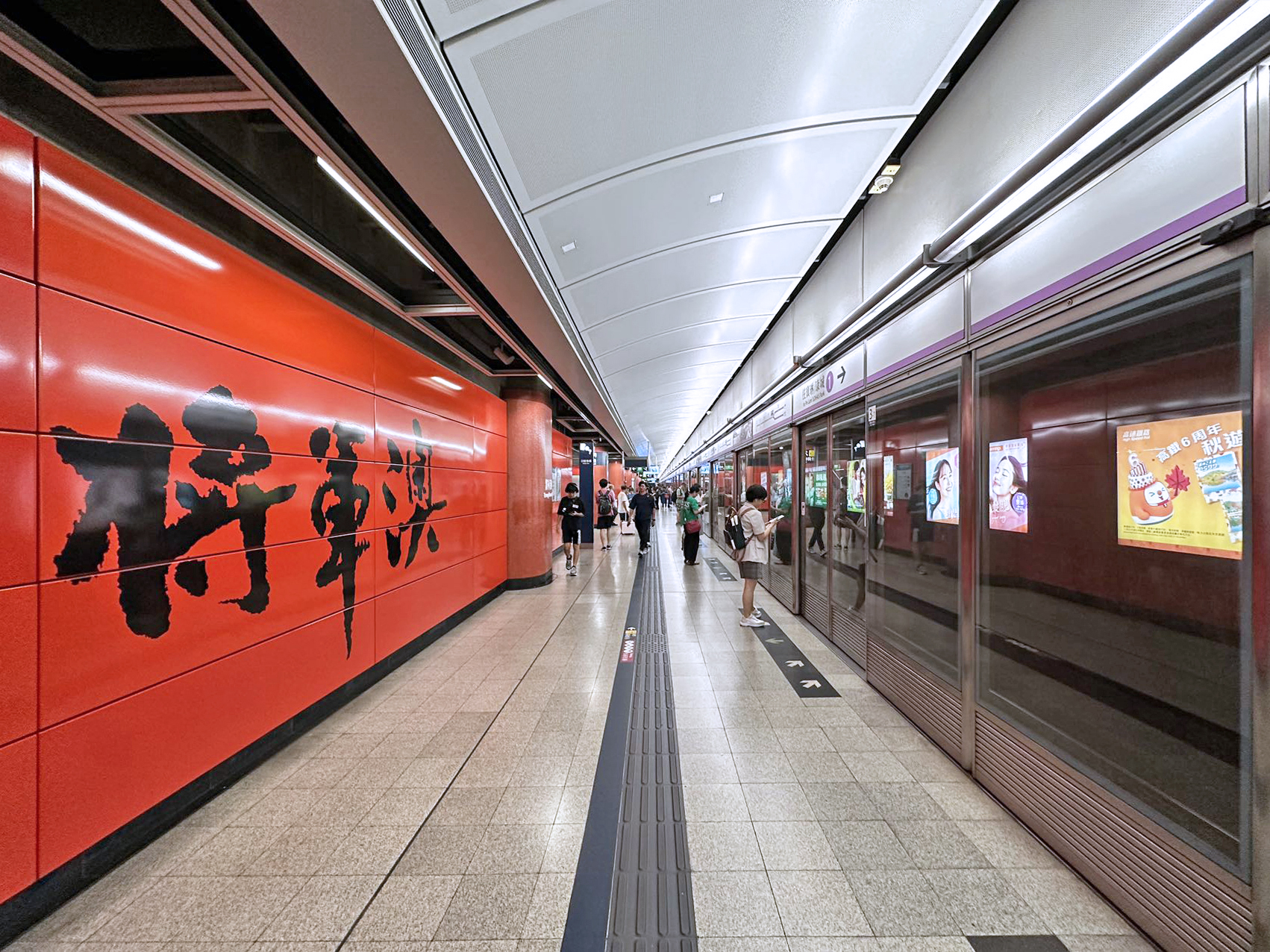
將軍澳站
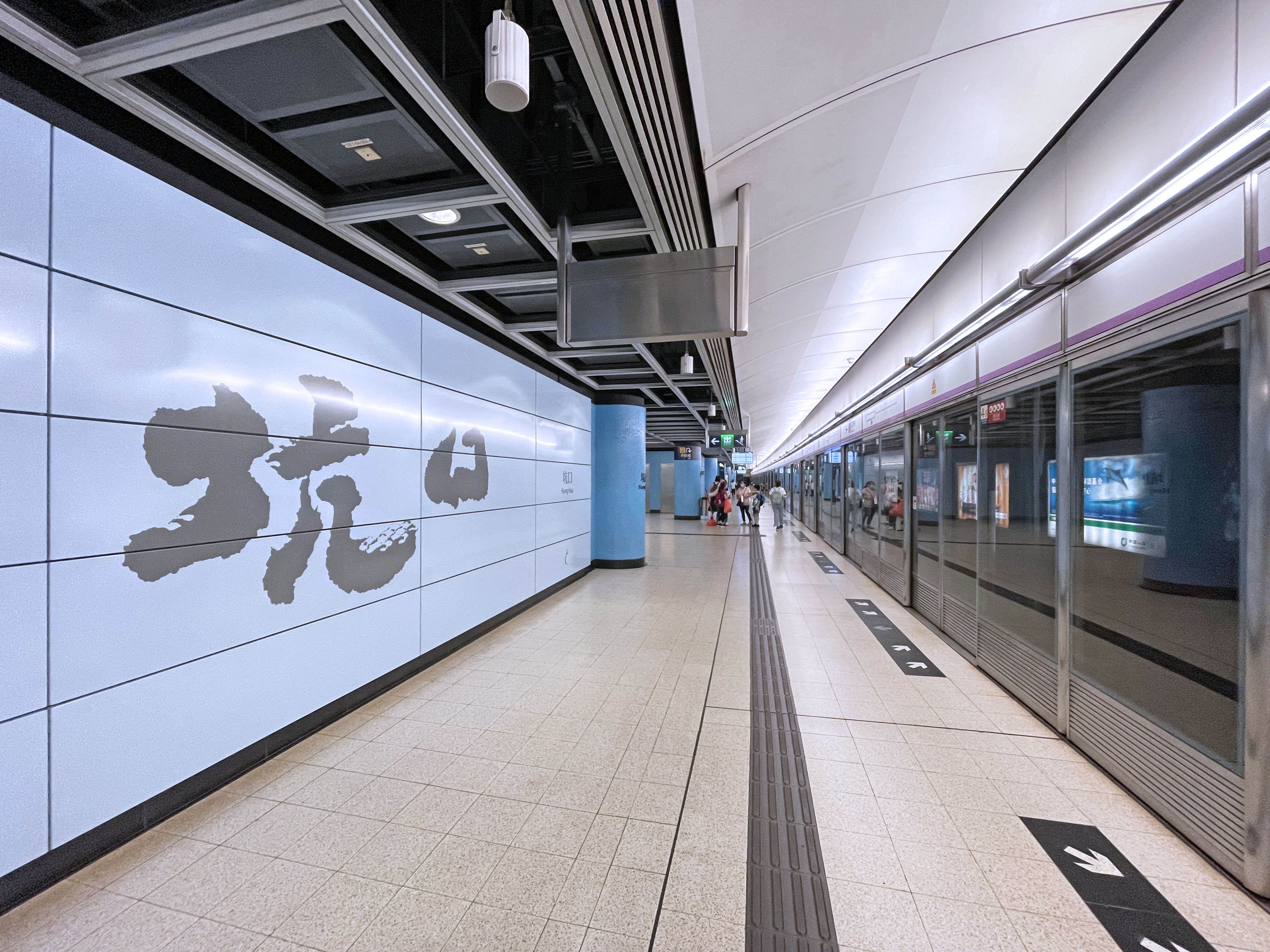
坑口站
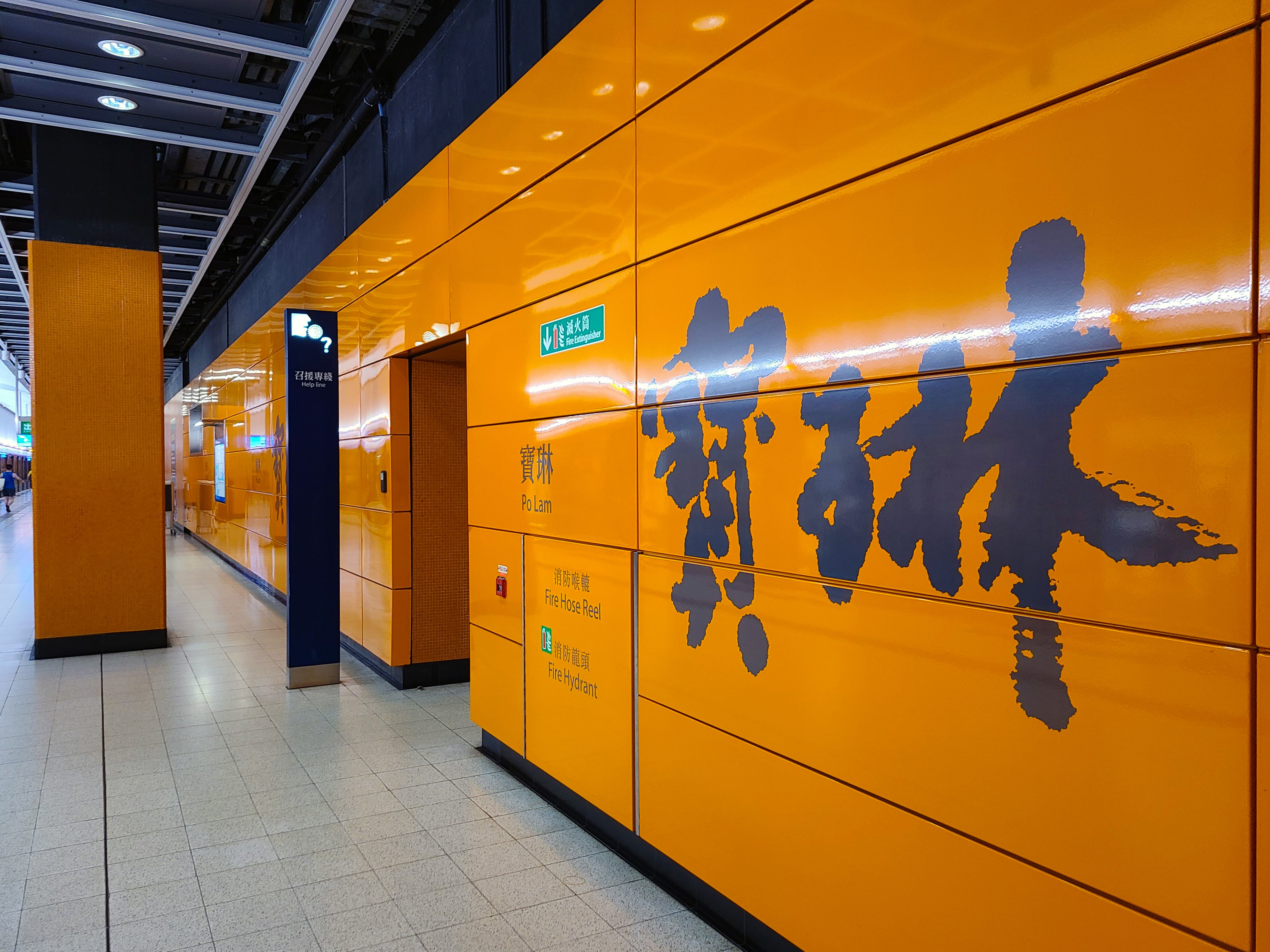
寶琳站
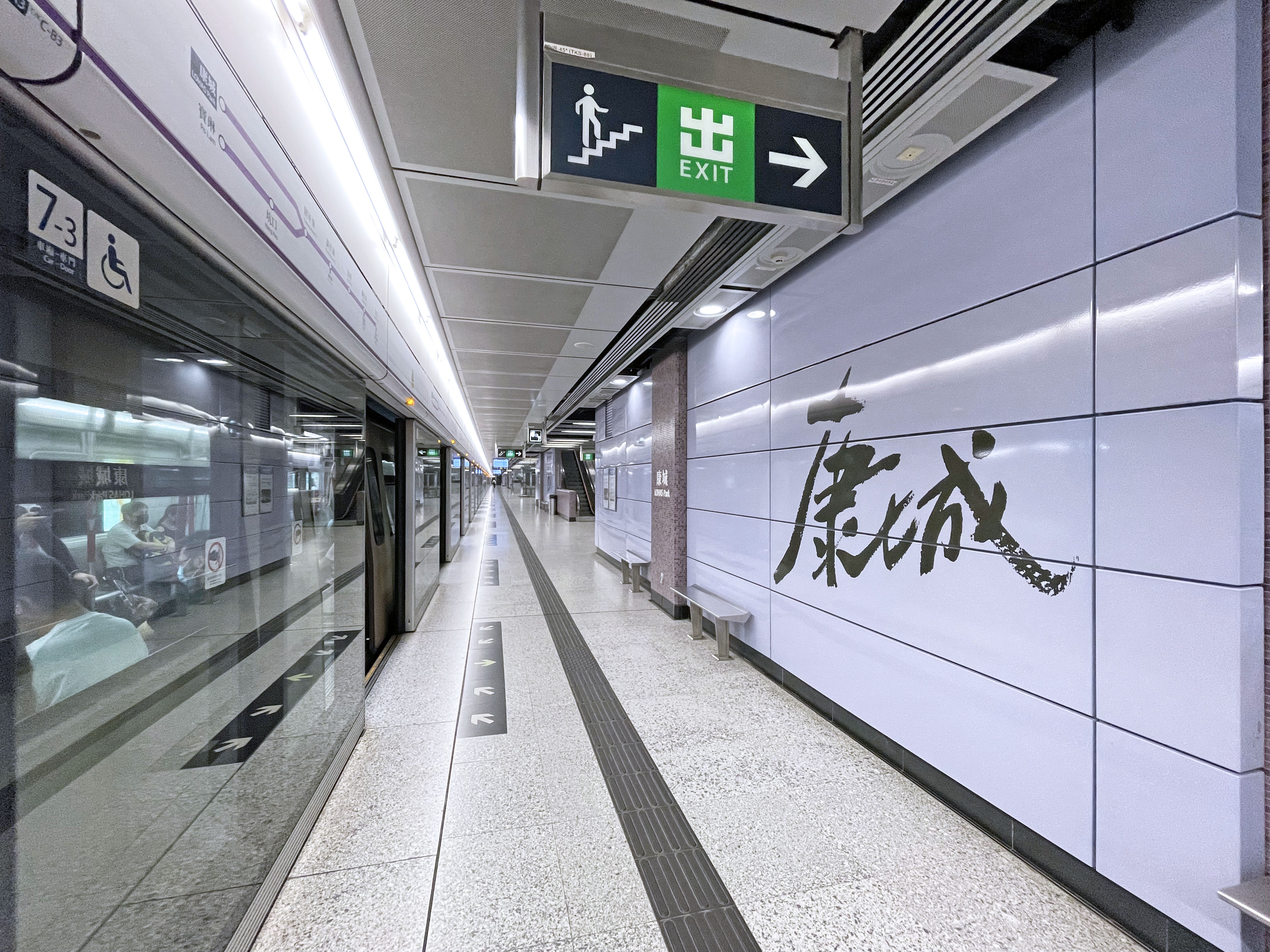
康城站
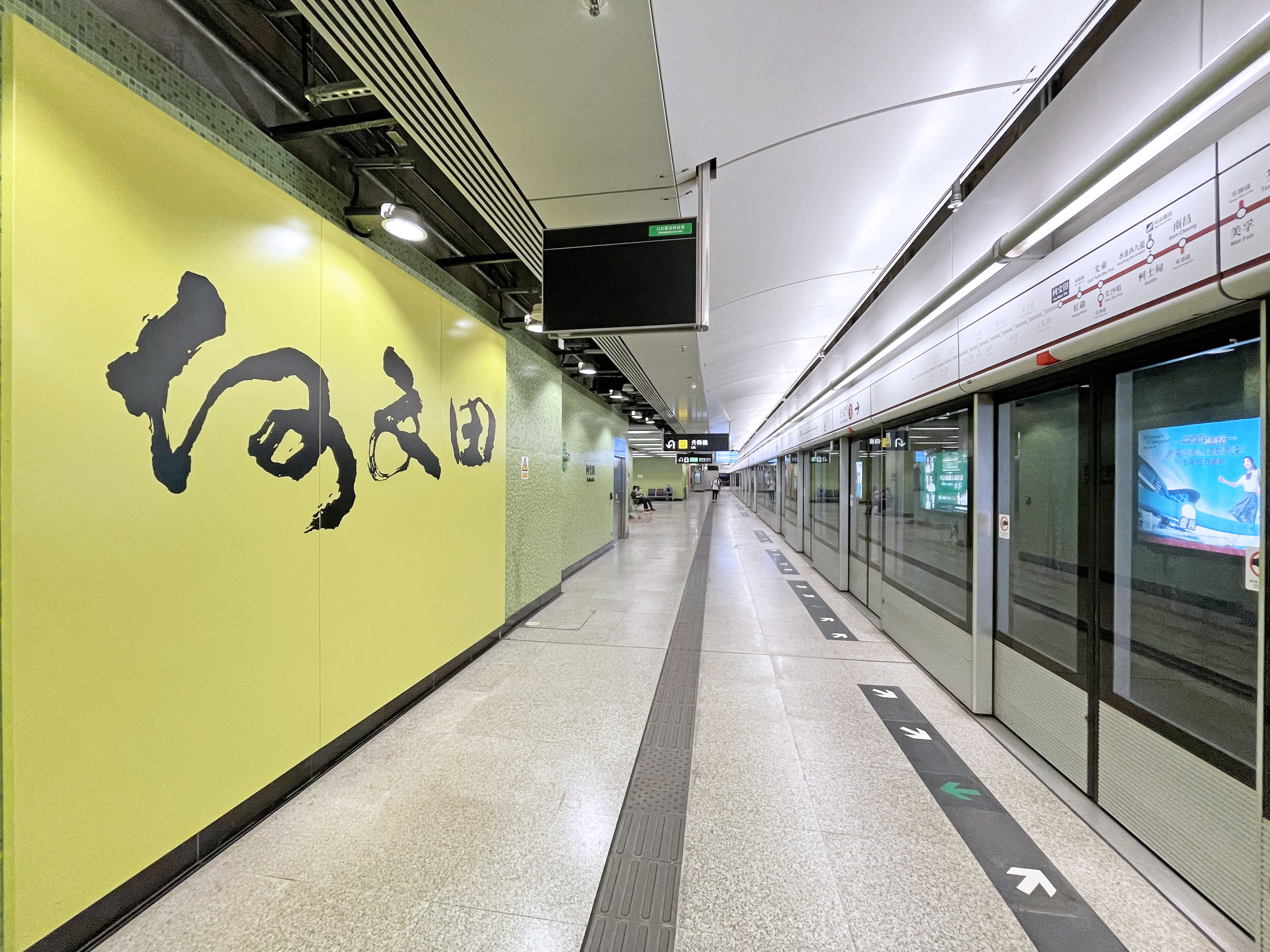
何文田站
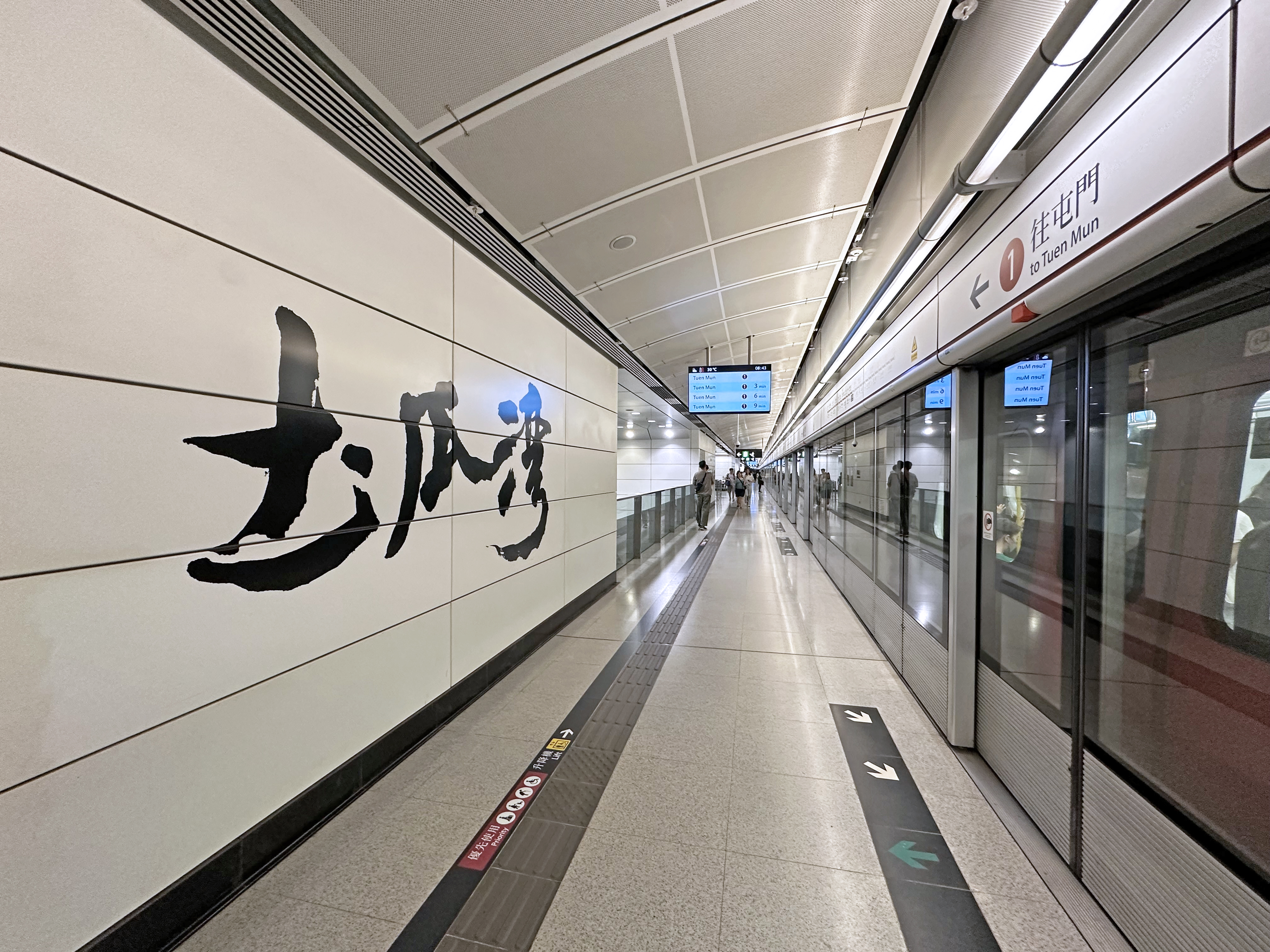
土瓜灣站
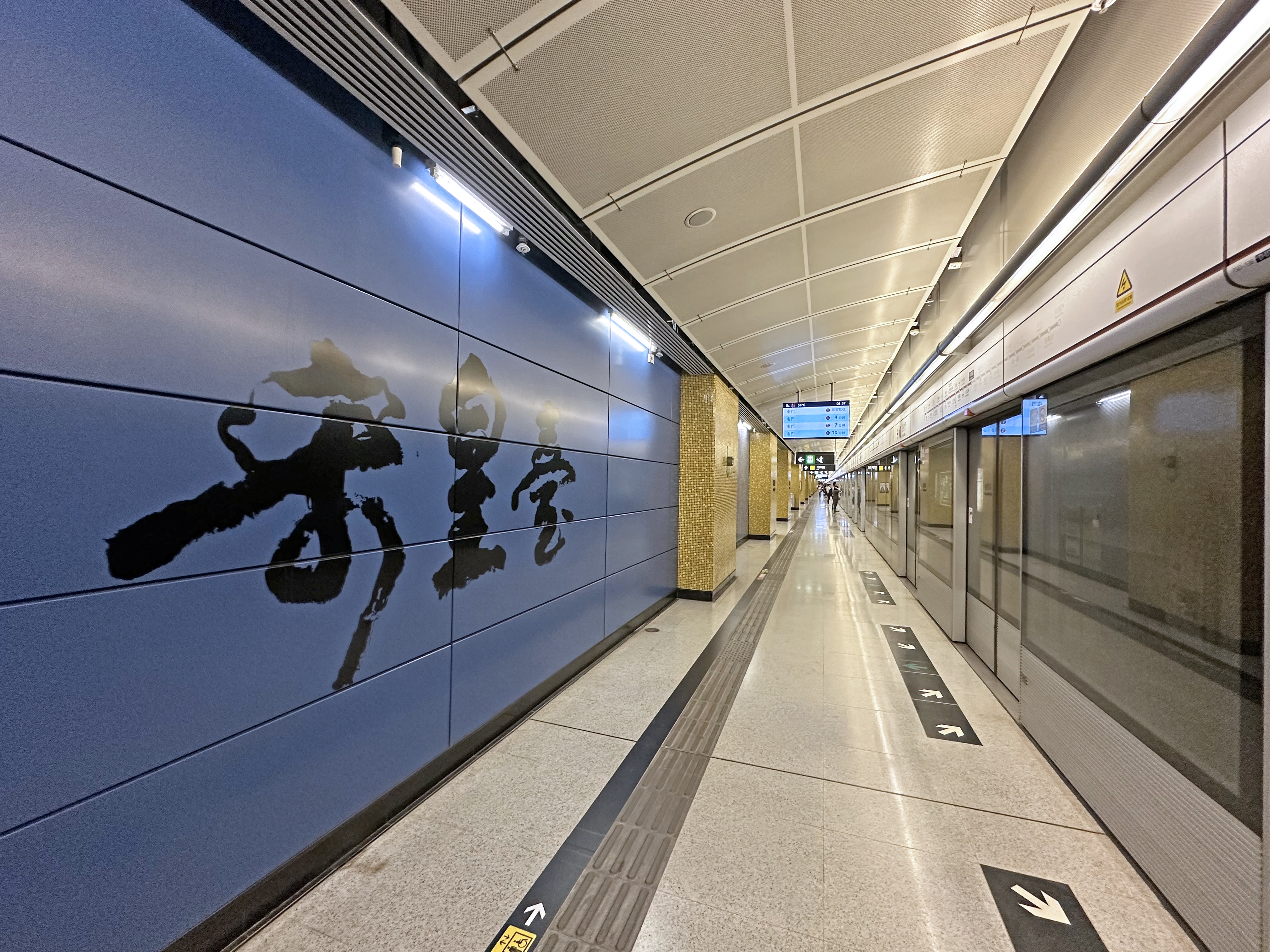
宋皇臺站
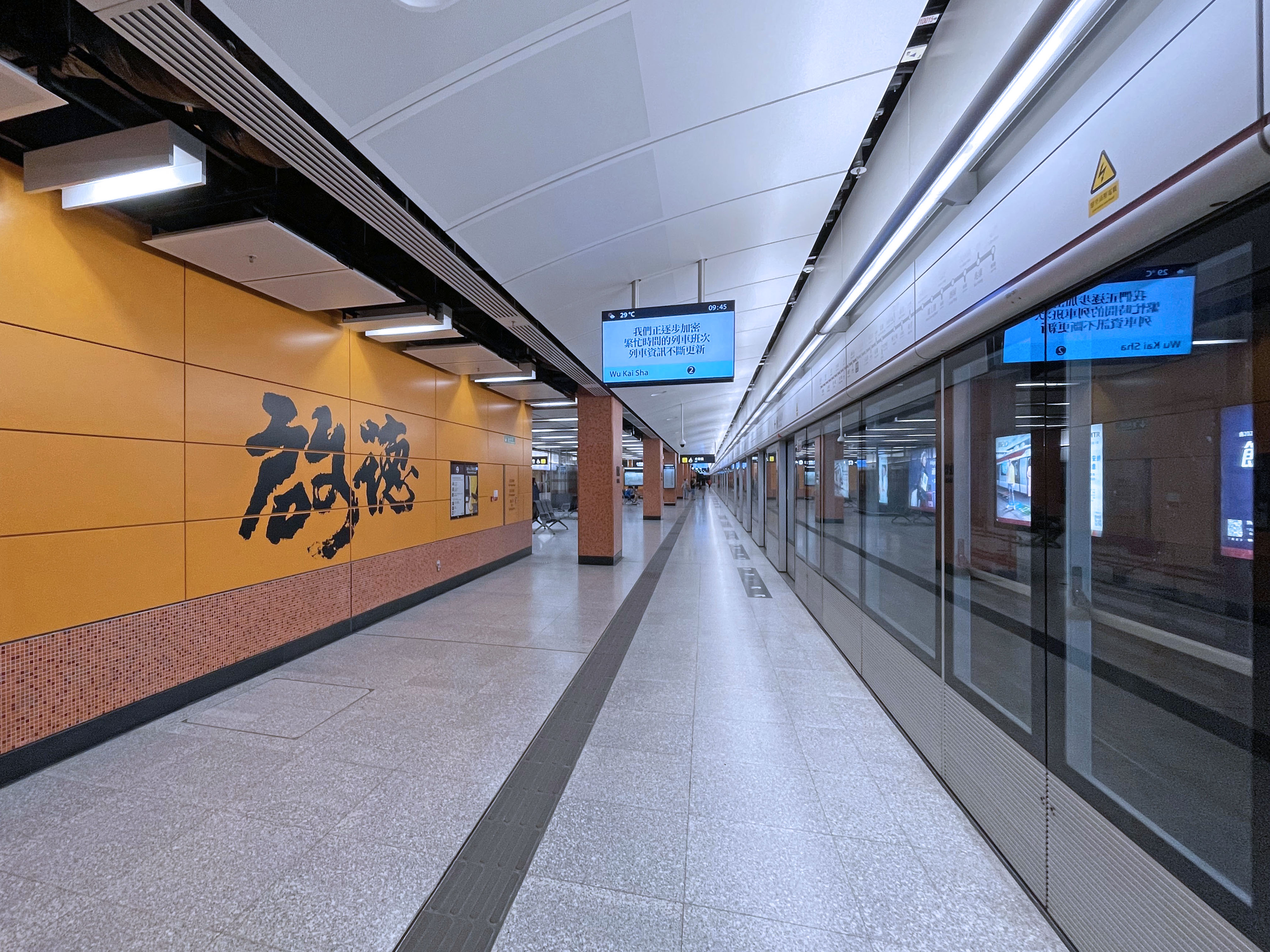
啟德站
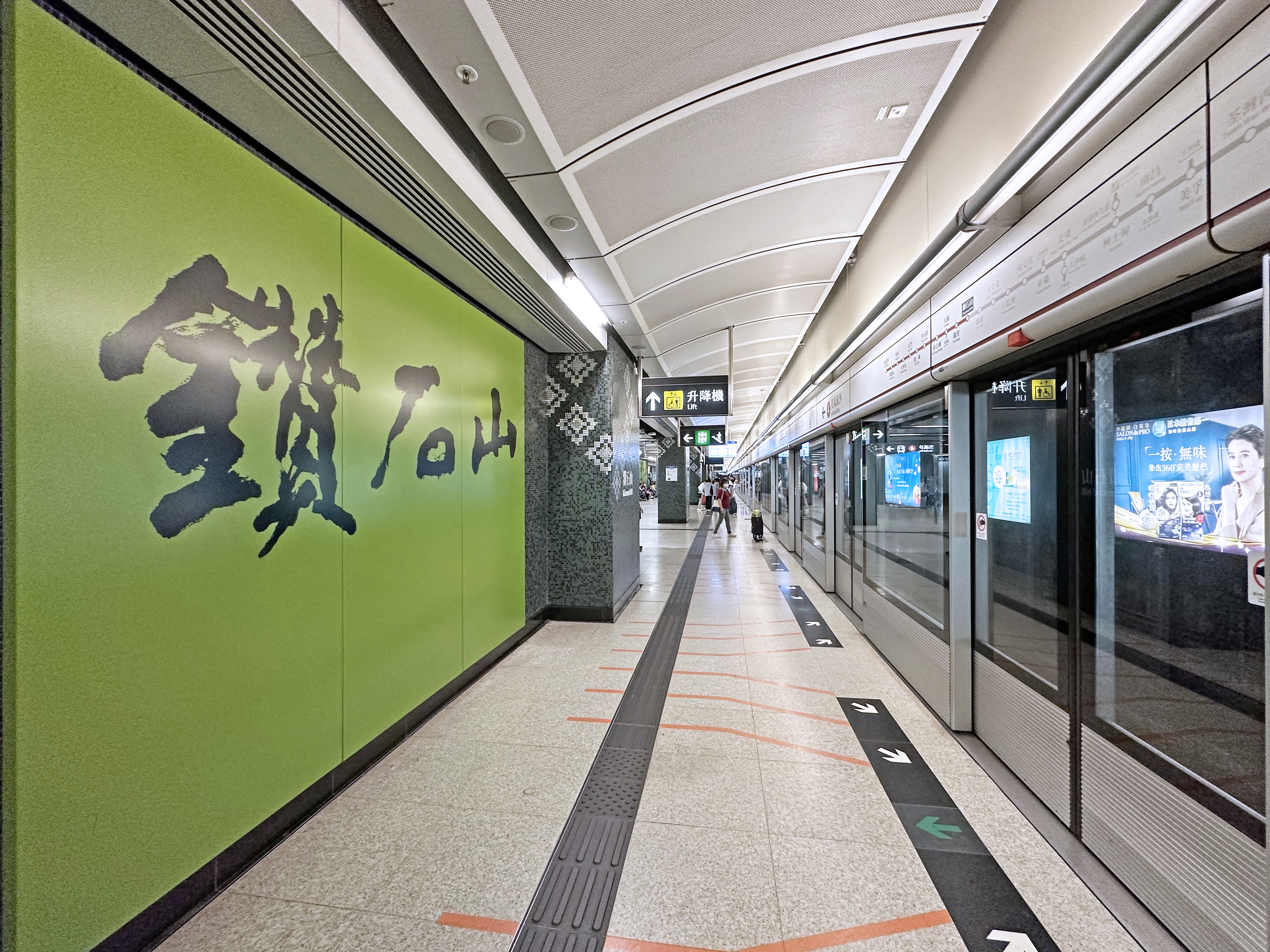
鑽石山站
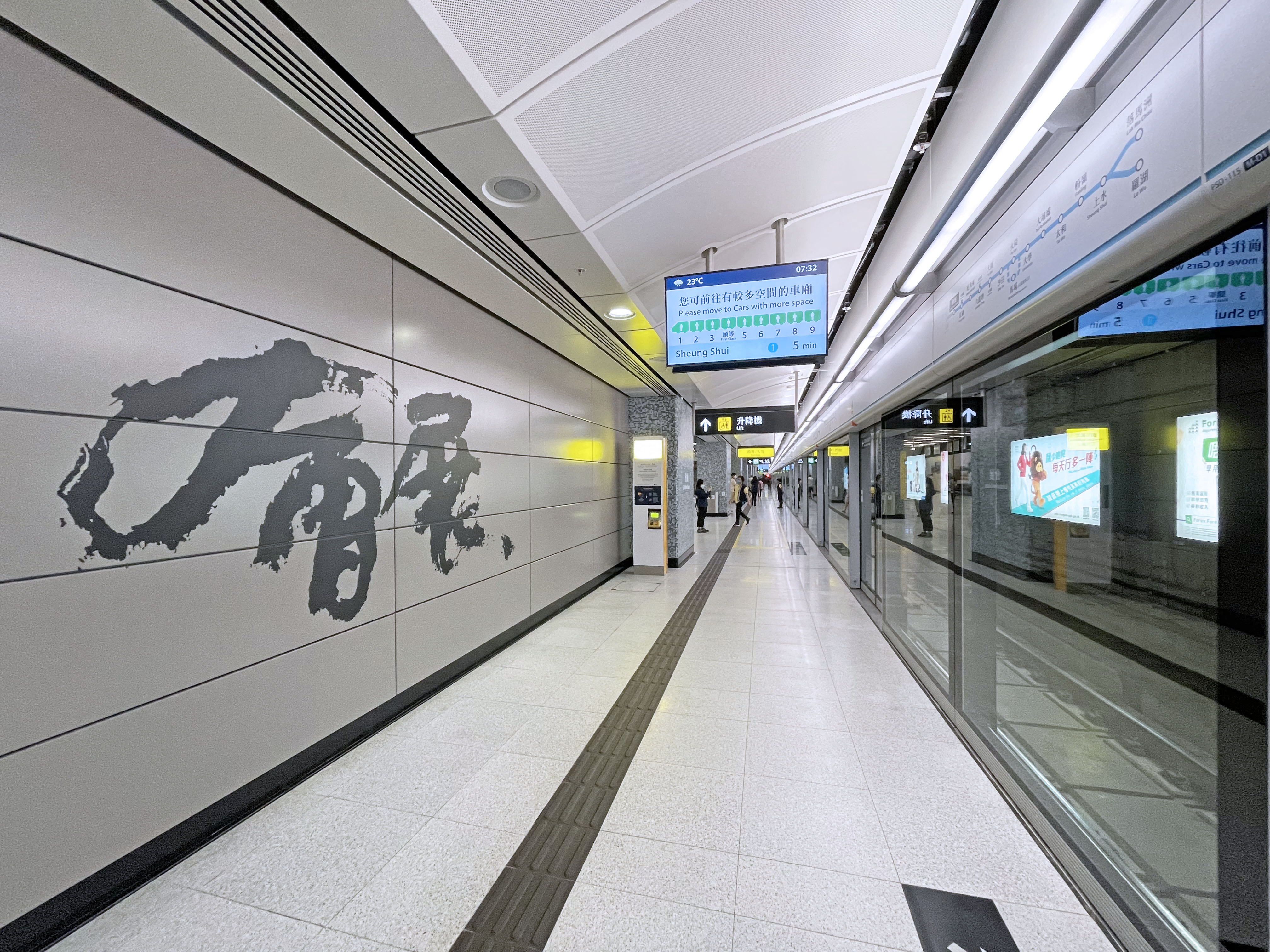
會展站
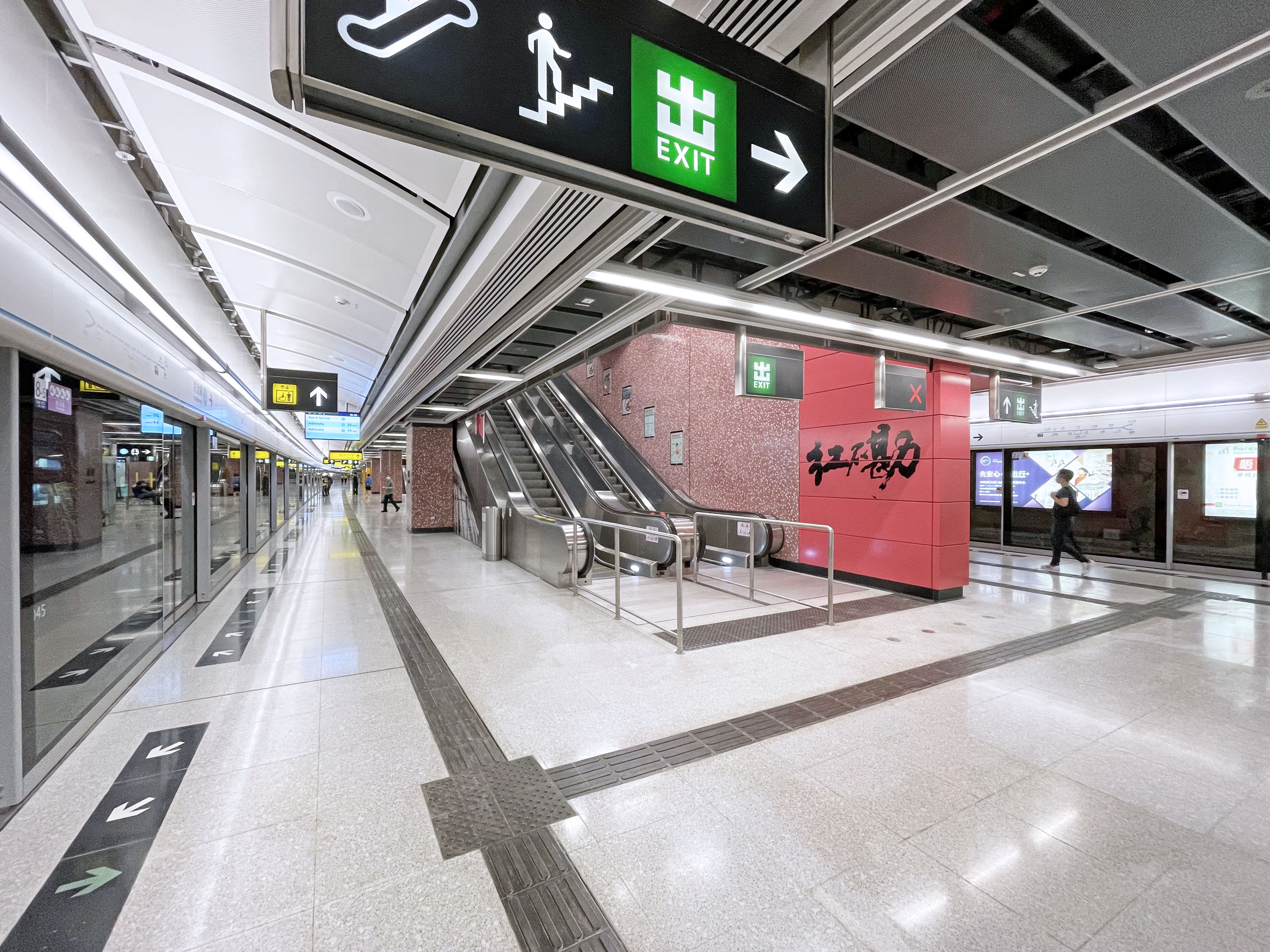
紅磡站
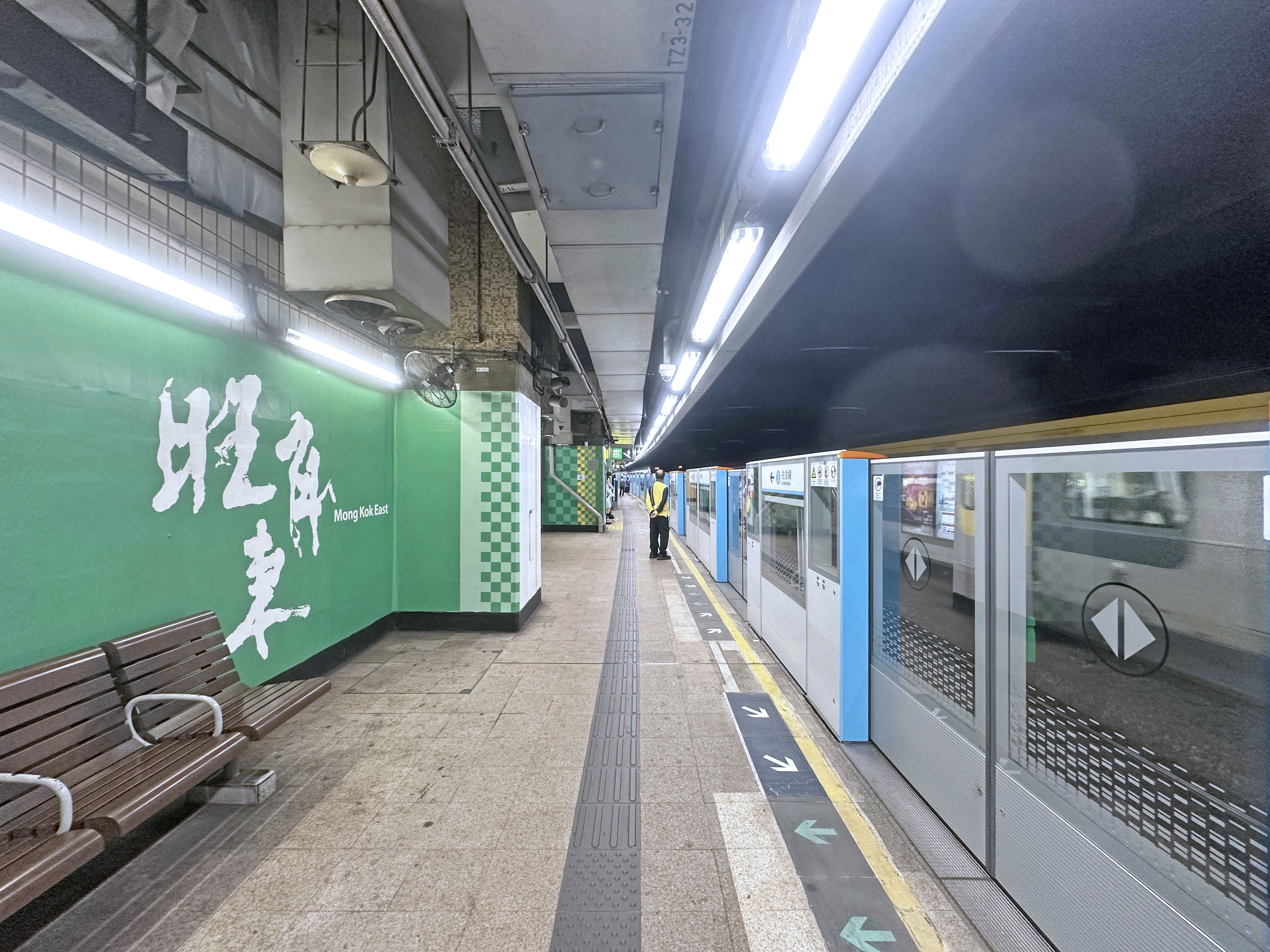
旺角東站
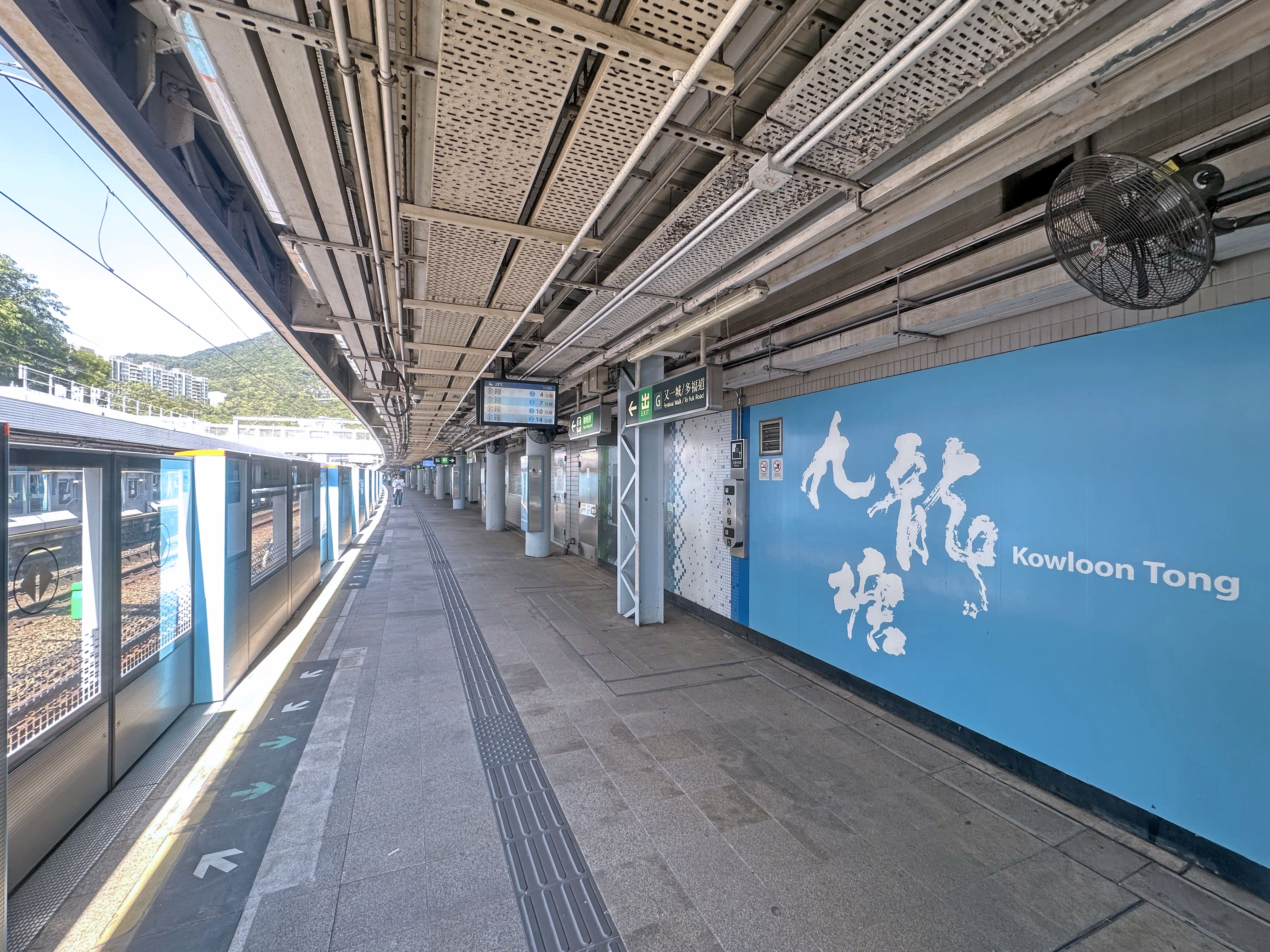
九龍塘站
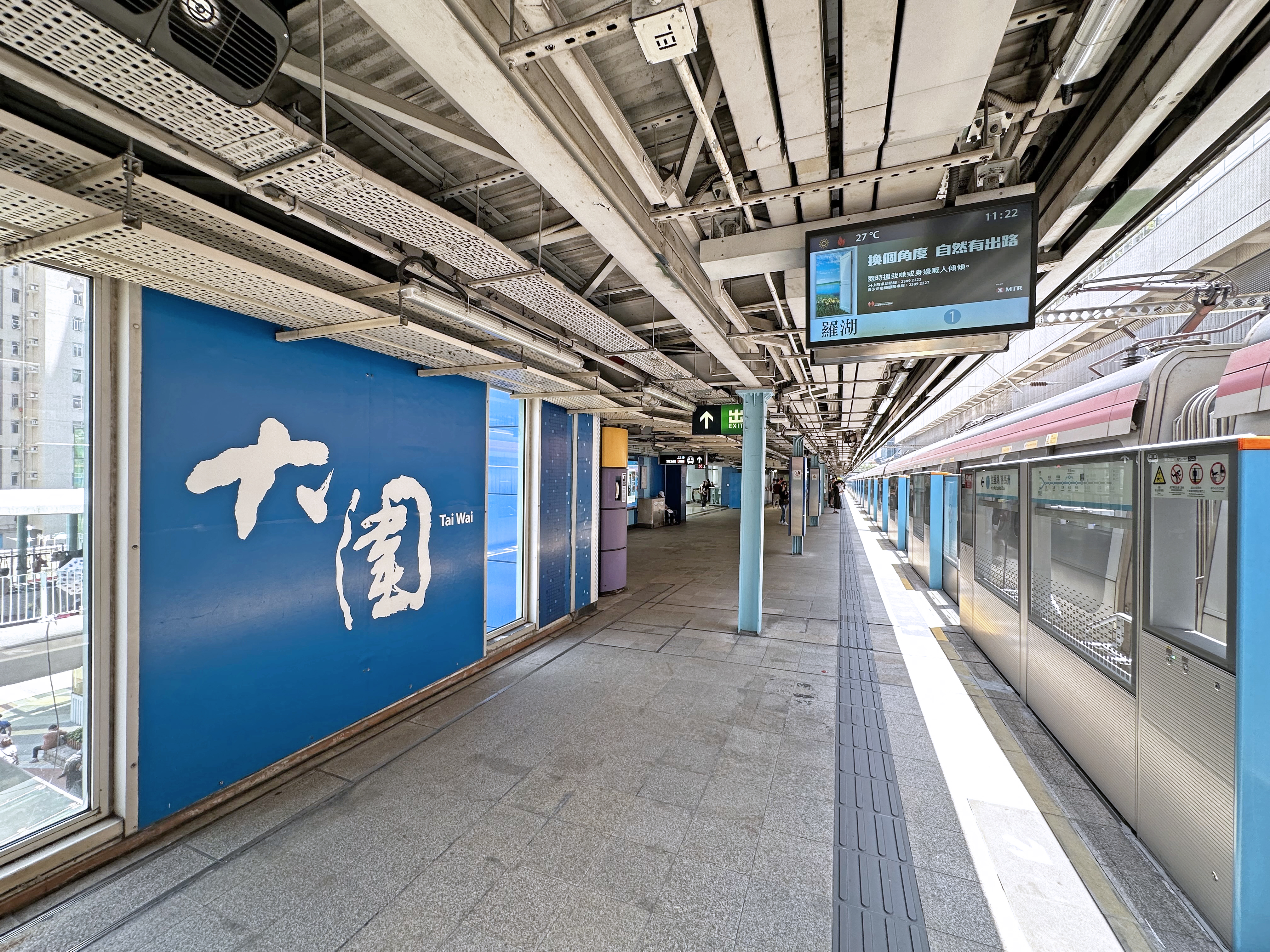
大圍站
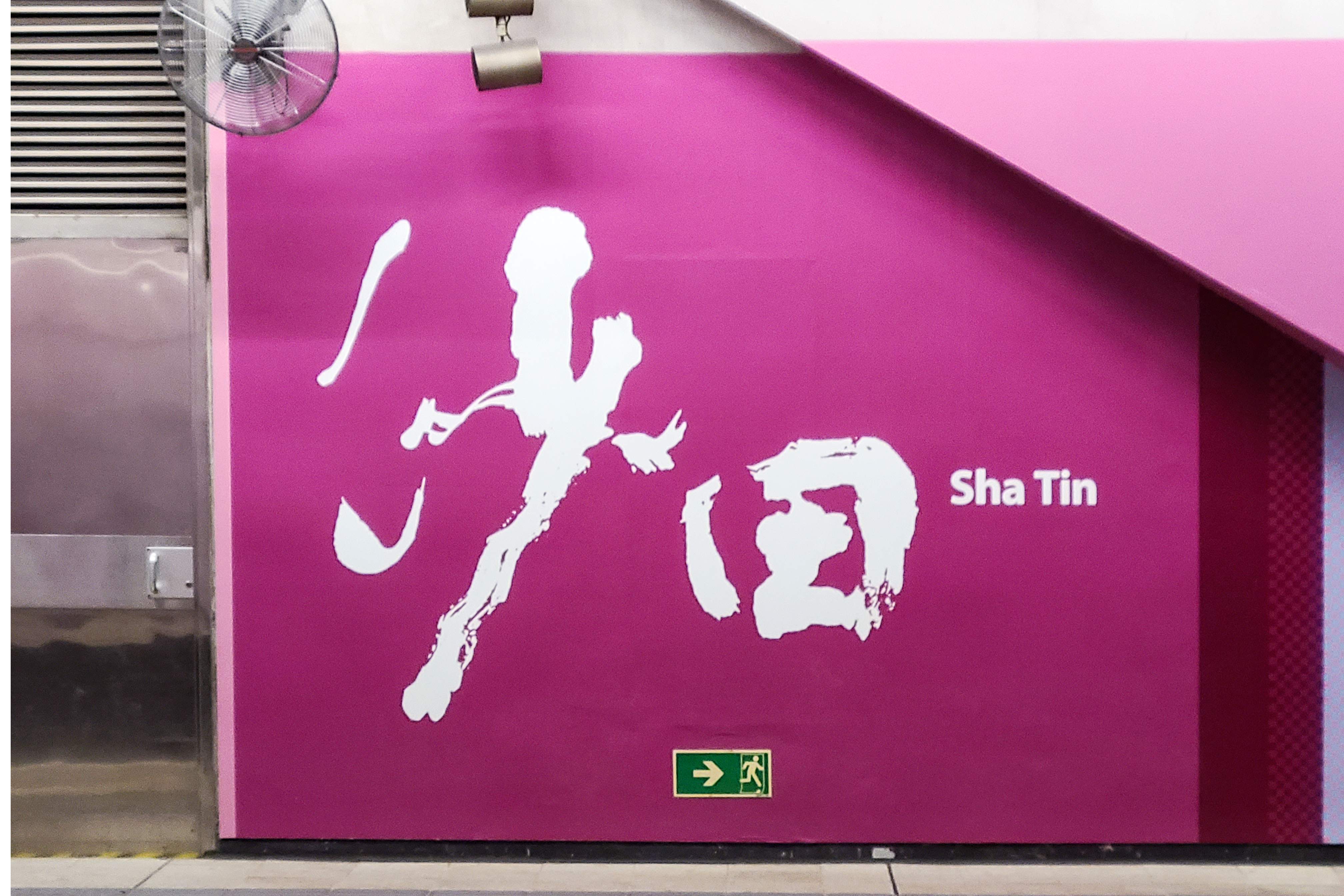
沙田站
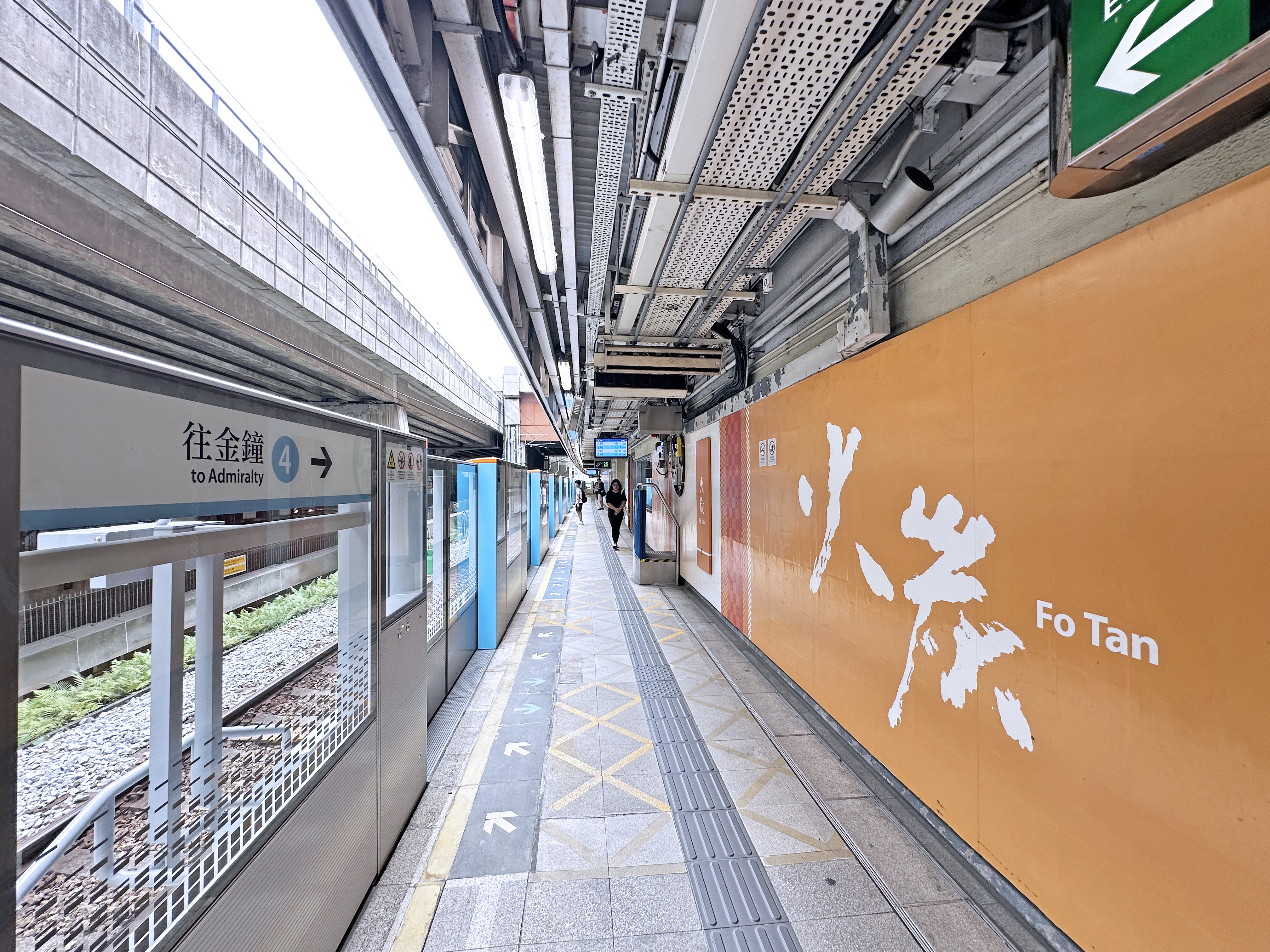
火炭站
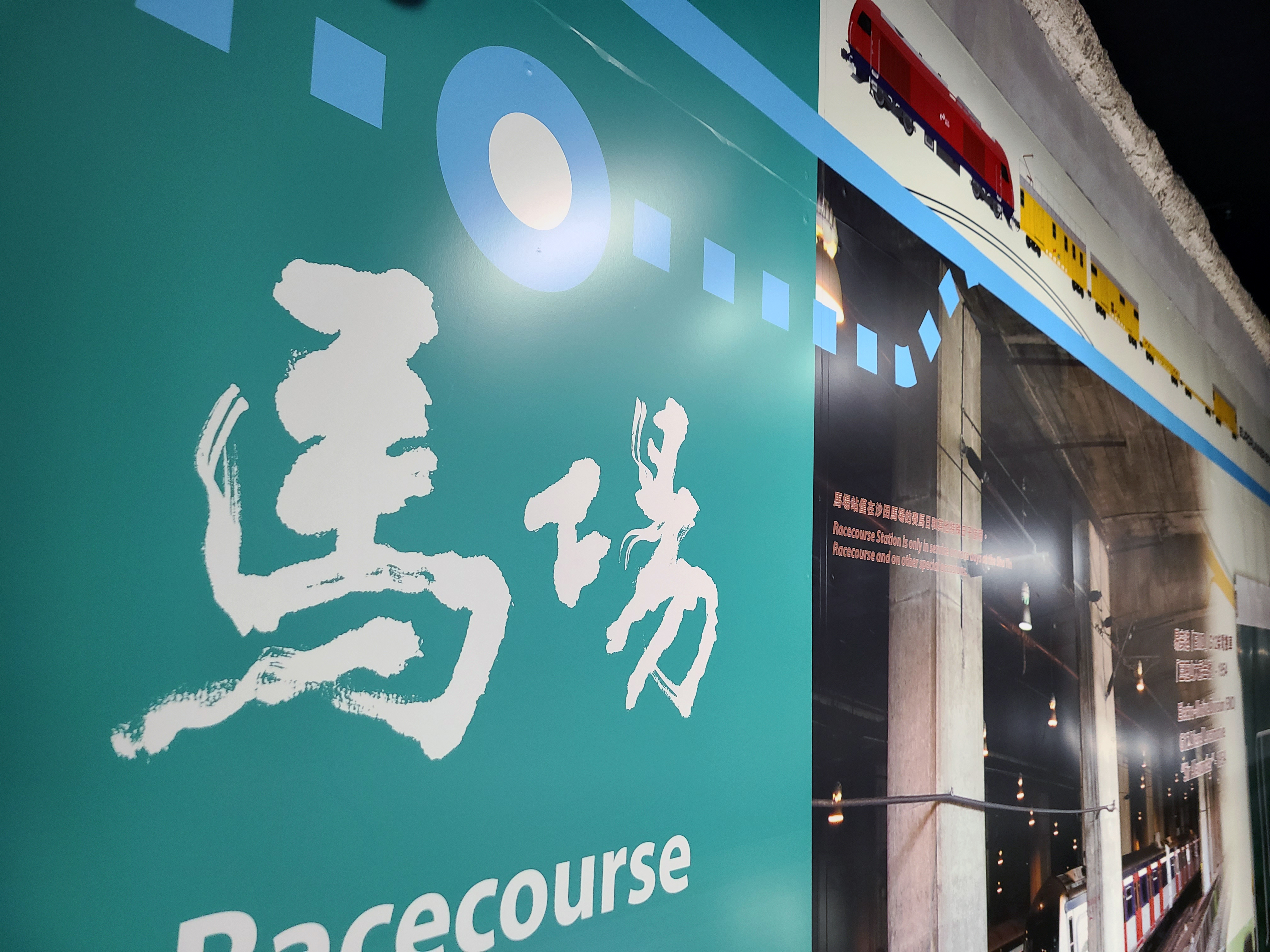
馬場站（僅在會展站《東鐵超越一百年，邁向下一個世紀》展覽牆展示）
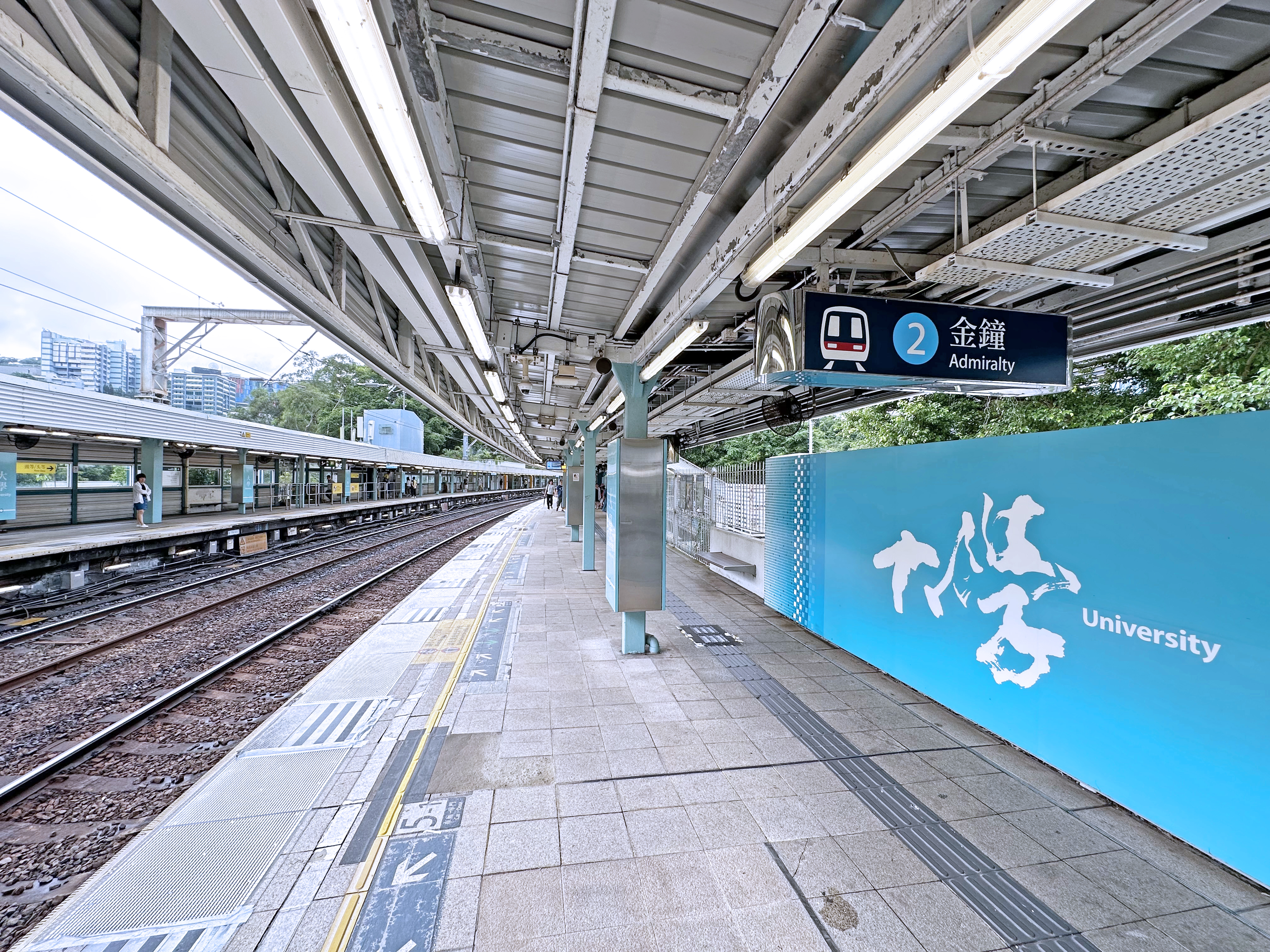
大學站
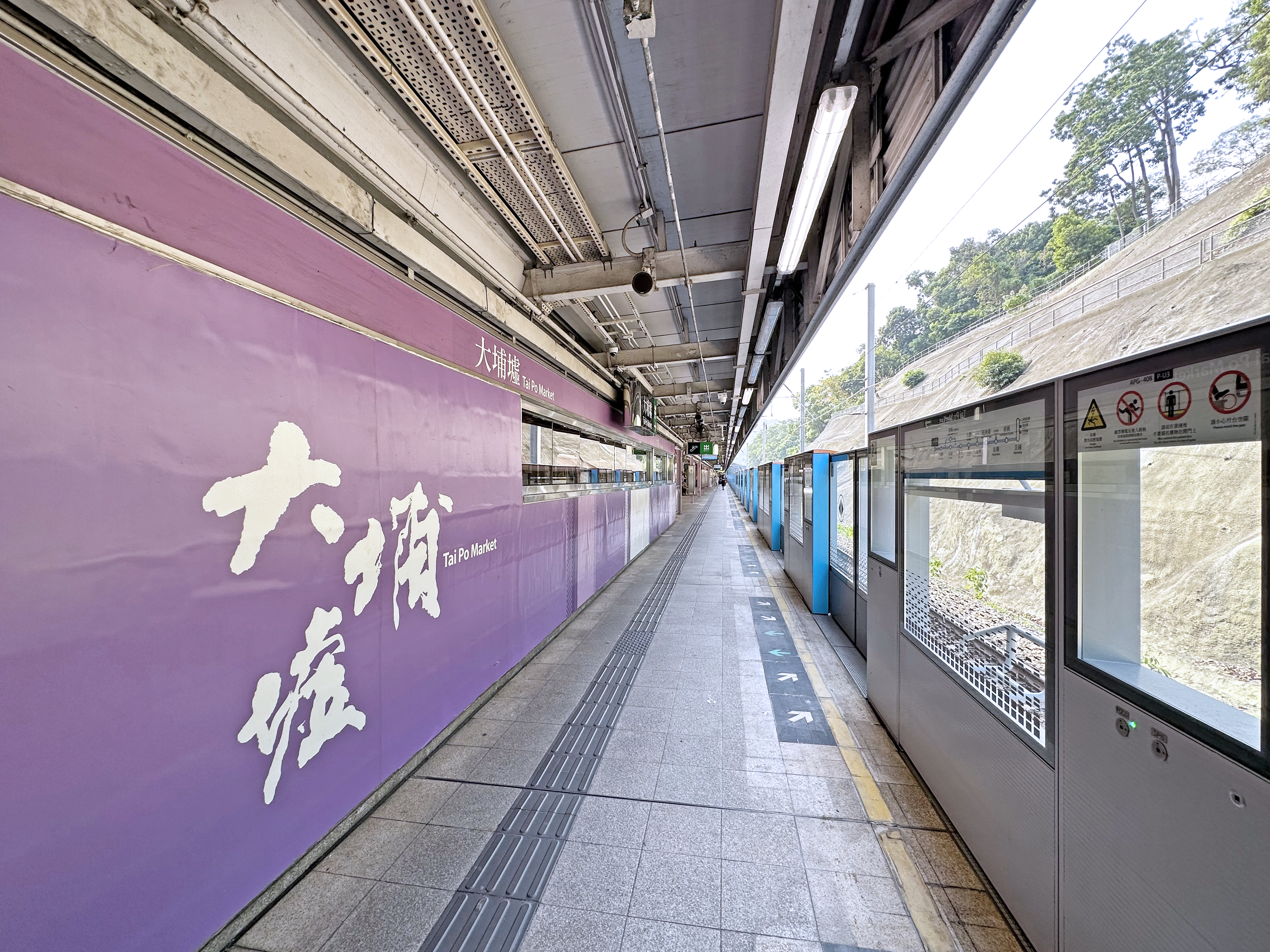
大埔墟站
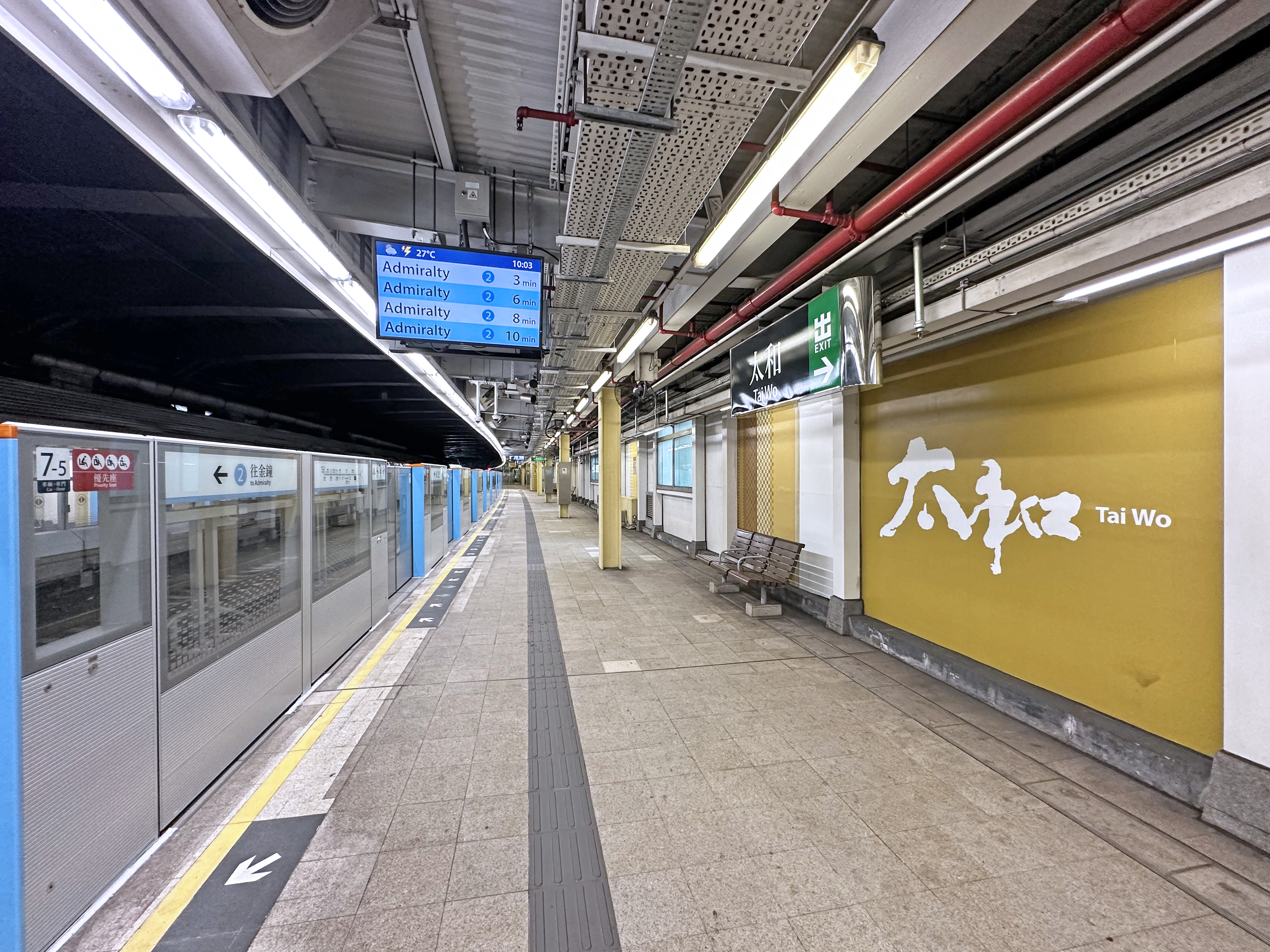
太和站
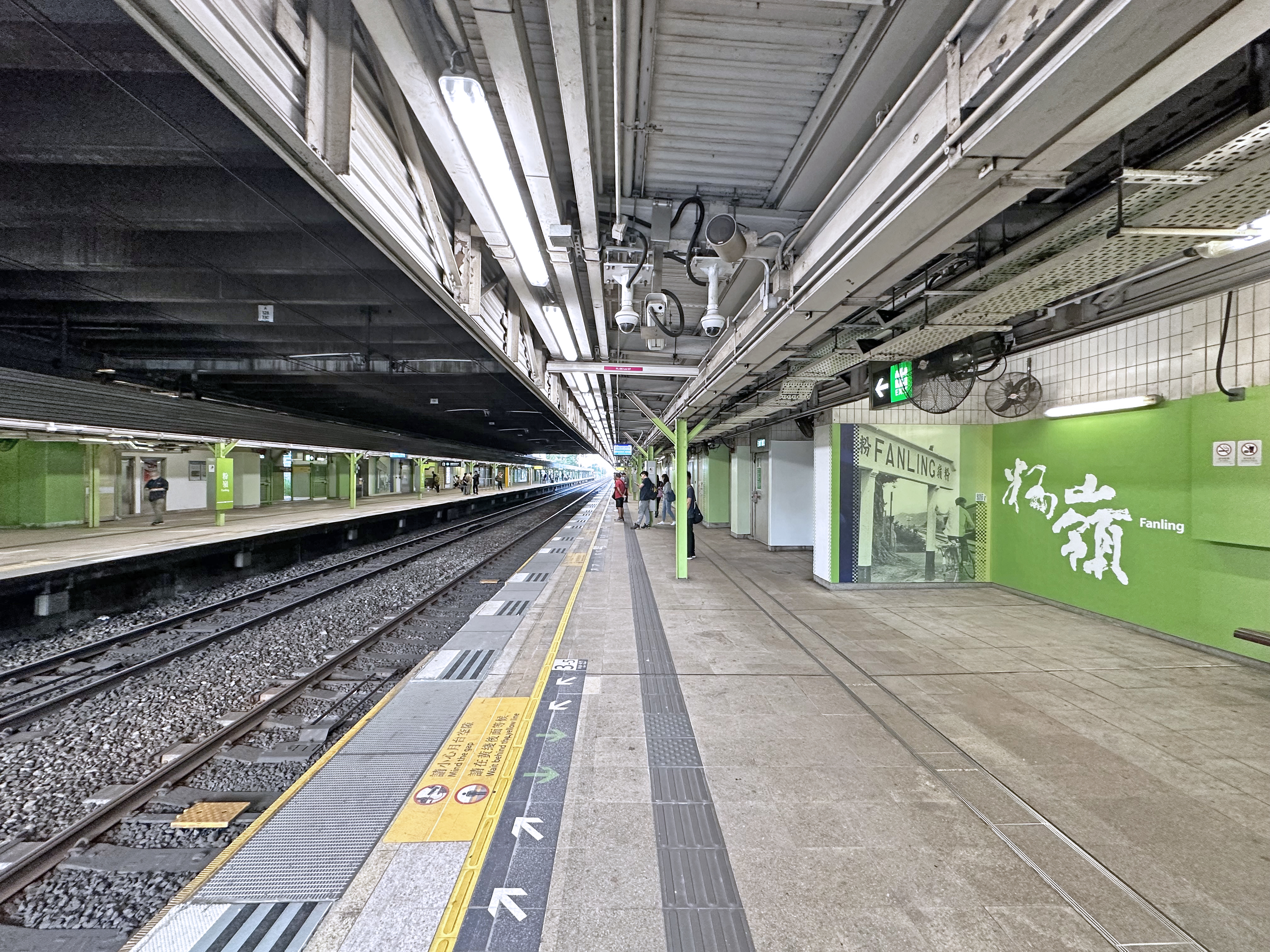
粉嶺站
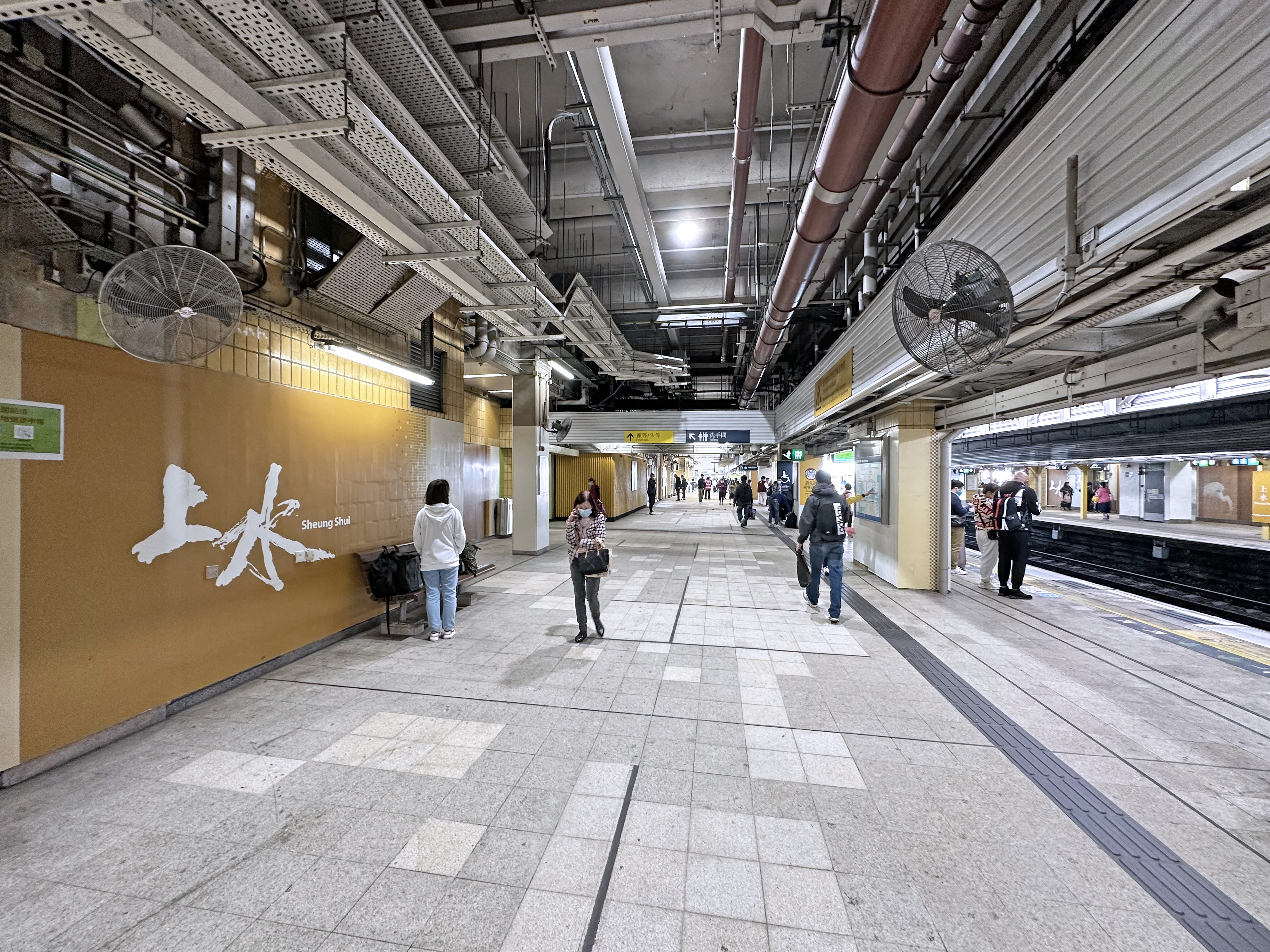
上水站
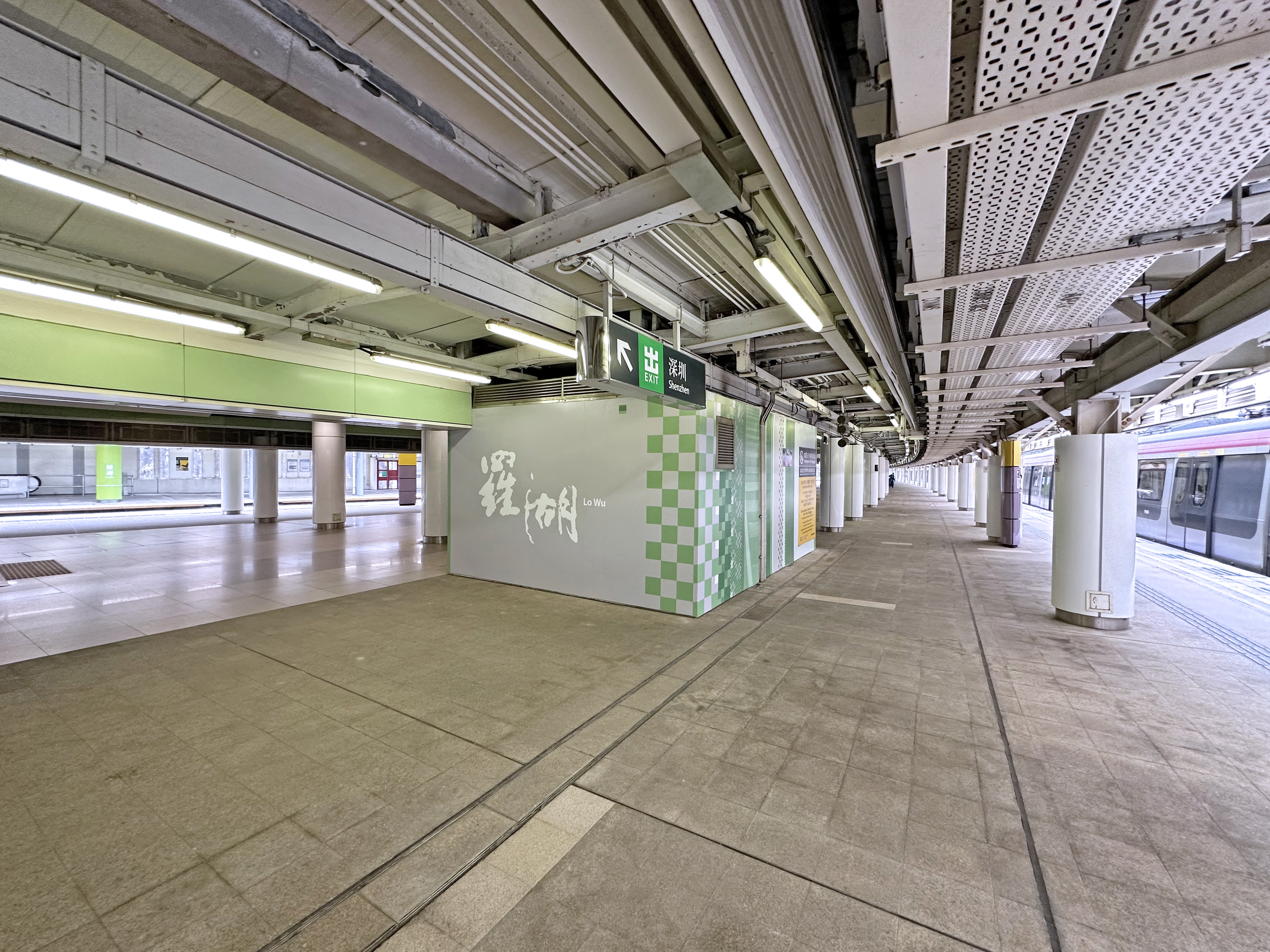
羅湖站
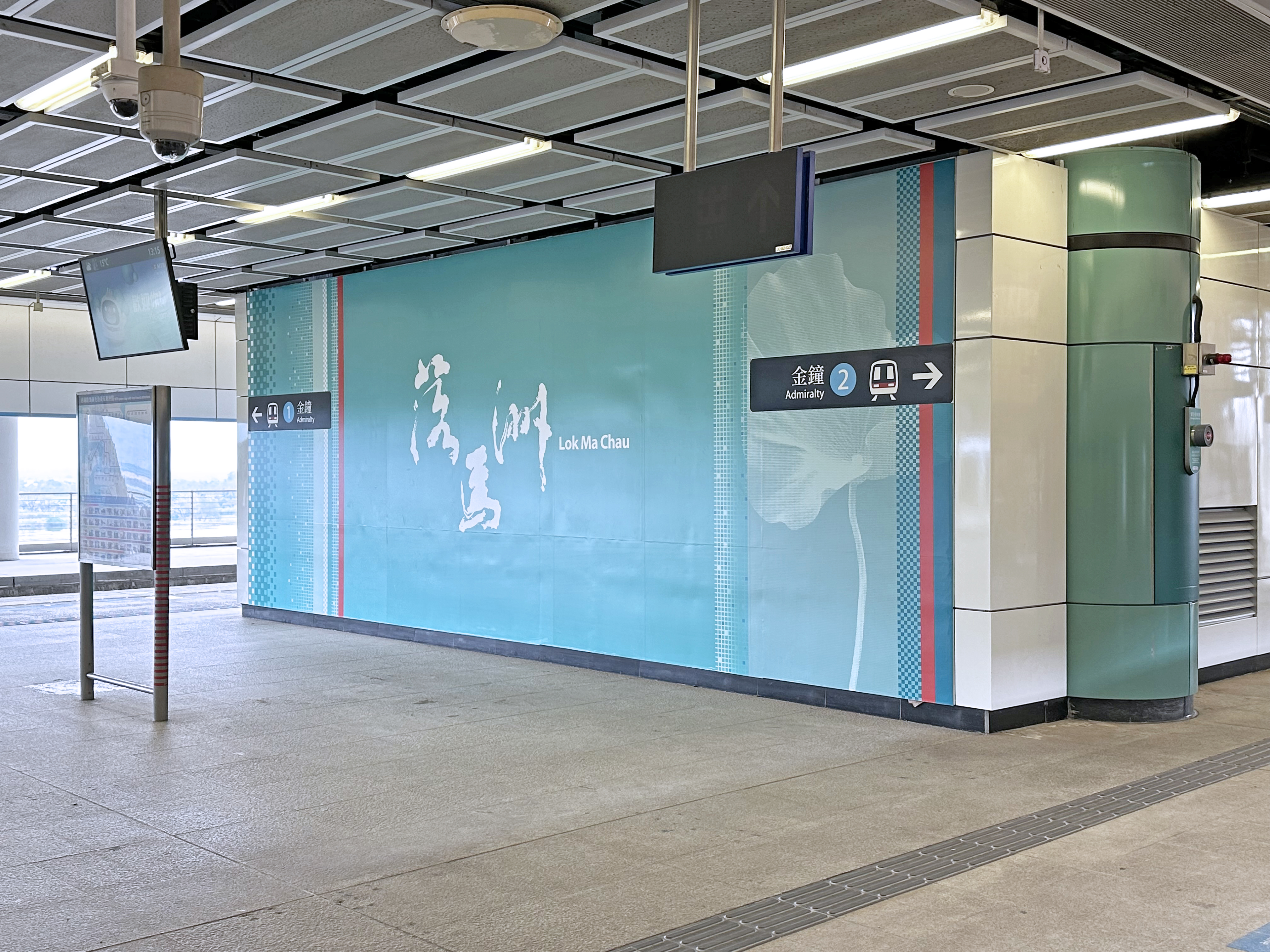
落馬洲站

## 著作
- 區傑棠：《書法行走》（澳門：澳門人出版社，2020年3月，ISBN：978-9998197824）[12]
- 區傑棠：《書法原理》（澳門：澳門人出版社，2020年9月，ISBN：978-9998197848）[13]